# TER Alsace
Vous lisez un « bon article » labellisé en 2012.
Le TER Alsace est le réseau de trains express régionaux (TER) de l'ancienne région Alsace, exploité principalement par la SNCF. Le conseil régional d'Alsace était l'autorité organisatrice du réseau à partir de 1998. Les dessertes ferroviaires sont complétées par des dessertes routières assurées par autocar, le plus souvent en suivant le tracé d'anciennes lignes ferroviaires inexploitées ou déclassées.
L'Alsace est l'une des six régions à avoir expérimenté le transfert de l'organisation et du financement des transports régionaux à partir de 1998, avant que cela ne soit généralisé en 2002. Avec l’arrivée du TGV Est en 2007, le réseau a subi un important remaniement pour s'adapter aux nouvelles dessertes. La même adaptation a eu lieu pour la mise en service du TGV Rhin-Rhône, en 2011. Ces changements ont permis une croissance de 206 % de la fréquentation depuis 1997, atteignant 75 000 voyageurs par jour fin 2012.
Depuis le 11 décembre 2016, le TER Alsace fait partie du réseau TER Grand Est, aux côtés des réseaux TER Lorraine et TER Champagne-Ardenne. La convention entre SNCF Mobilités et la région Grand Est (issue de la fusion des anciennes régions Alsace, Lorraine et Champagne-Ardenne) est la première signée en France, depuis la réforme territoriale entrée en vigueur le 1er janvier 2016.

## Histoire

### Le conventionnement du transport régional de voyageurs avant la naissance du TER

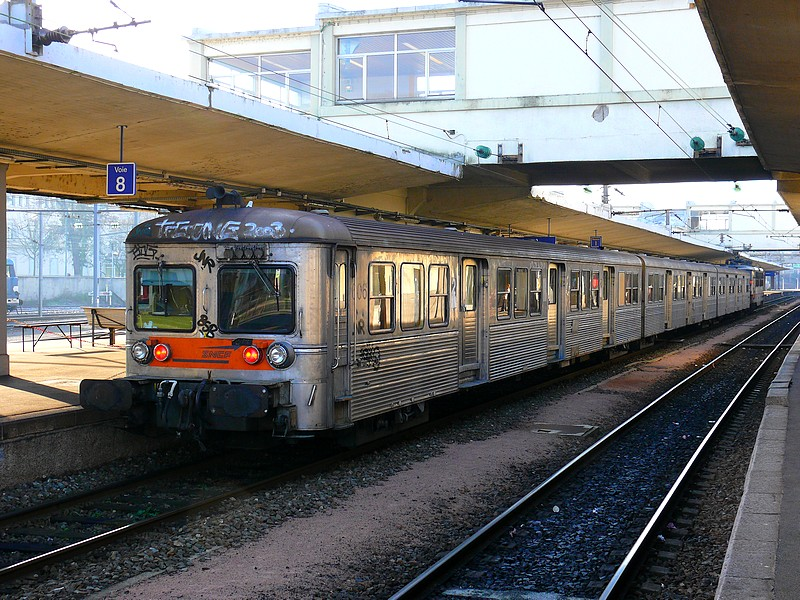
Rame RIB 76 sur un service en Alsace.

Le TER Alsace est préfiguré par le service Métralsace créé en septembre 1980 sur le modèle du lorrain Métrolor. Durant l'hiver 1980, la région Alsace et l'État français signent une convention pour une meilleure desserte de l'axe Strasbourg - Mulhouse,. Il s'agit de cinq allers-retours Strasbourg - Mulhouse avec un nombre d'arrêts réduit (desserte de Sélestat, Ribeauvillé, Colmar et Bollwiller notamment), pour partie en remplacement de trains omnibus existants. Auparavant, les services se voulaient moins attractifs, avec des fréquences faibles. Toutefois, on note la mise en service d'autorails X 4300 sur les axes autres que Strasbourg - Mulhouse, améliorant le confort et la capacité sur ces lignes. Les services Métralsace sont assurés par deux segments RIB 76, renforcés en 1981 par deux segments RIB 80, et tractés par des locomotives BB 16500. Cette nouvelle desserte engendre une hausse de la fréquentation et dès 1982, Métralsace est prolongé vers Bâle et dessert ainsi la ville de Saint-Louis.

### De la naissance du TER en 1986 jusqu'à la régionalisation en 1998

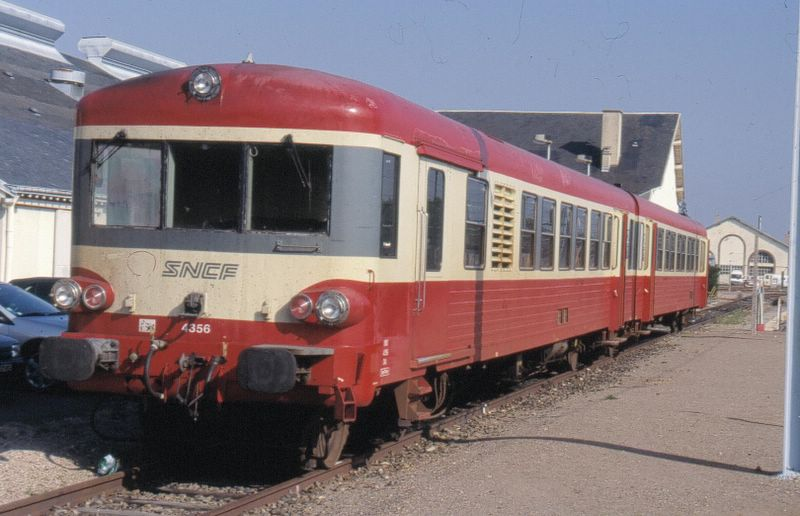
Un autorail X 4300, semblable à ceux qui ont circulé en Alsace.

Le TER Alsace est lancé en 1986 en application de la convention relative au trafic régional au sein de la région Alsace, entrant en vigueur au mois de janvier en vertu d'un contrat signé avec la SNCF, valable pour une durée de cinq ans. La région obtient la possibilité de décider des modifications de la desserte régionale, mais doit en contrepartie rembourser à la SNCF un manque à gagner éventuel, tout en bénéficiant d'un bonus sur les lignes qui engendreraient un trafic supplémentaire. La SNCF ne répercute pas d'éventuelles hausses des coûts de l'exploitation et touche directement une contribution de l'État pour l'exécution du service public régional. Jusqu'à la fin de l'exercice 1992, le TER n'inclut pas encore les express d'intérêt régional. « TER » traduit une stratégie commerciale nouvelle sur le plan des transports ferroviaires régionaux, jusque-là négligés et souffrant d'une mauvaise image. Pour la première fois, une telle initiative est mise en œuvre sur le plan national et s'accompagne de conventions avec toutes les régions (sauf trois, retardataires). L'âge du TER commence en Alsace avec la première mise en service d'un matériel roulant neuf depuis quinze ans, les automotrices de la série Z 11500 dont vingt-deux sont stationnées à Thionville en Lorraine entre 1986 et 1988. En Alsace, elles assurent notamment les TER entre Strasbourg et Nancy, Strasbourg et Metz, ainsi que quelques roulements entre Strasbourg, Mulhouse et Belfort.
Pendant les premières années du TER Alsace, la Région augmente l'offre de trains en semaine, au prix d'une forte réduction de l'offre du week-end (cas également des Pays de la Loire, de la Picardie, du Nord-Pas-de-Calais et de la région Centre). Avec l'entrée en vigueur du service d'hiver 1986/87, le service voyageurs sur la ligne de Mulhouse-Ville à Chalampé est supprimé sans service routier de substitution, une ligne routière privée existant toutefois sur cette relation. Comme particularité, ce service avait été pris en charge par le département du Haut-Rhin en date du 16 juin 1980, quinze jours après une première suppression sur décision de la SNCF. Le Conseil général avait financé le service grâce au versement, par l'État, des économies réalisées avec la fermeture de la ligne, en vertu d'un décret du 24 septembre 1979 sur la décentralisation régionale. Or, ce versement était limité à une durée de sept ans, et menaçait à la fin de ne plus être suffisant, malgré la réduction de la desserte de six à quatre aller-retours : la fréquentation était en baisse, et la ligne n'était plus viable depuis la perte de la correspondance avec Fribourg-en-Brisgau. Le Conseil général n'avait pas non plus montré une volonté politique pour la pérennisation de la desserte.

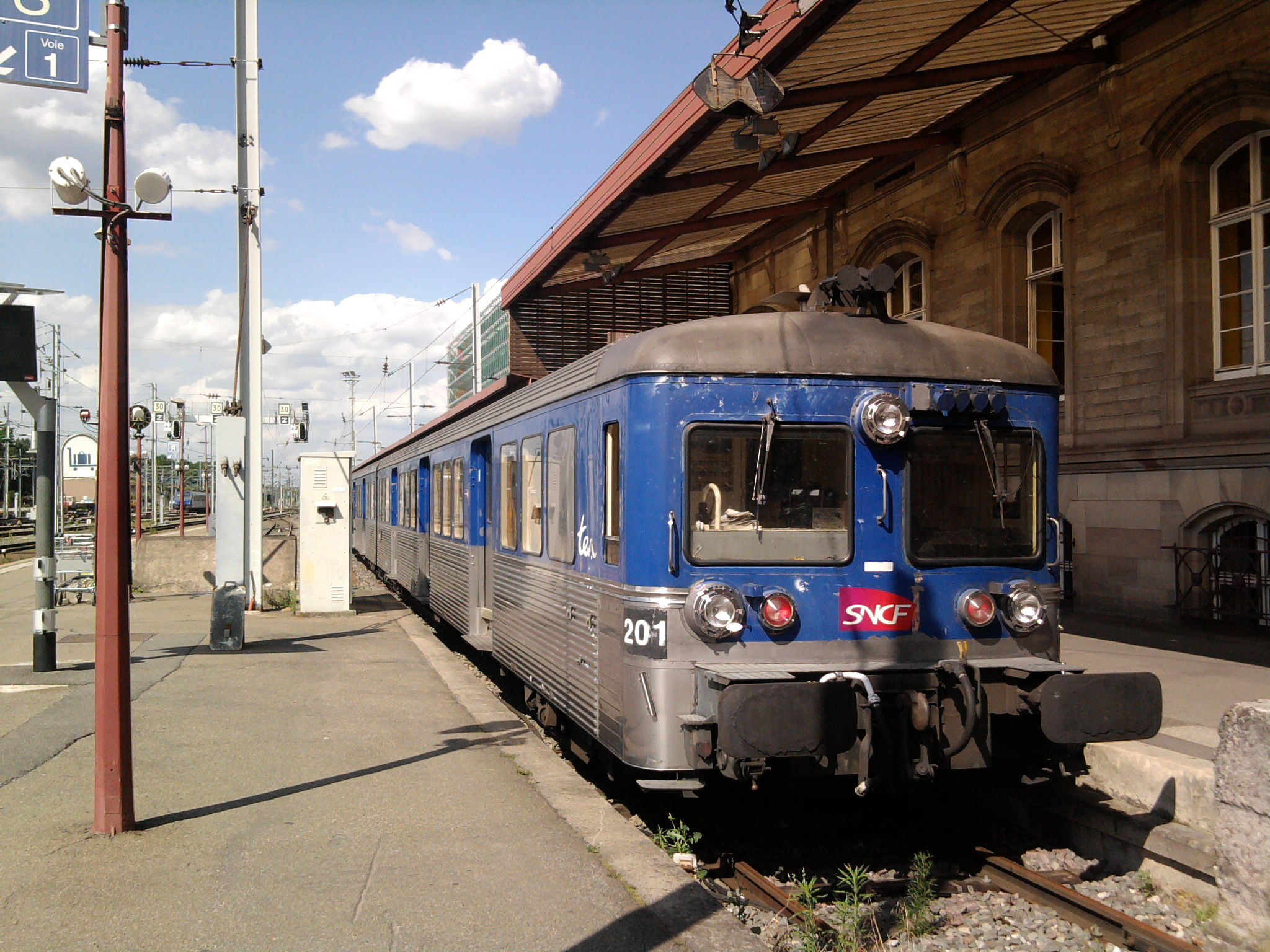
Rame RIO, anciennement Métralsace.

La desserte transfrontalière cadencée MétroRhin entre Strasbourg, Kehl et Offenbourg fait son apparition le 26 mai 1989 avec dix au lieu de deux navettes par jour, se substituant partiellement aux dix aller-retours existants par trains grandes lignes, dont huit appartenant au service intérieur allemand. Ce sont alors les autorails X 4300 de la SNCF qui se chargent du service, excepté certains services assurés par une rame allemande tractée par une locomotive DB série 181. Grâce aux bonnes correspondances avec les trains IC et EC de la DB, le nouveau service est bien accepté et rapidement porté à quatorze aller-retours. Mais la fréquentation baisse à partir de 1992, et la moitié des trains sont supprimés en deux étapes jusqu'au 26 septembre 1994,.
Après des travaux (notamment le renforcement de la caténaire et des voies, des suppressions de passage à niveau, l'adaptation de certains ouvrages d'art, l'installation de la préannonce et la mise à niveau des équipements de sécurité), la ligne Strasbourg - Mulhouse peut être parcourue à 200 km/h. La participation de la région est de 86 000 000 francs, soit 78 % des investissements globaux. Le reste est pris en charge par la SNCF. Dès le 26 septembre 1991, des rames Corail tractées par des locomotives BB 26000 remplacent les anciennes rames Métralsace. Cette desserte prend le nom de TER 200 et porte sur six aller-retours entre Strasbourg et Mulhouse, dont quatre prolongés jusqu'à la gare de Bâle SNCF. Certains de ces trains remplacent des Métralsace plafonnés, eux, à 120 km/h. Grâce aux gains de temps importants, le succès commercial est immédiat, et l'offre TER 200 passe à dix aller-retours en 1994, douze aller-retours en 1995, et seize aller-retours en 1998, soit deux trains à l'heure pendant les heures de pointe. Le nombre de voyageurs par jour atteint alors les six mille.

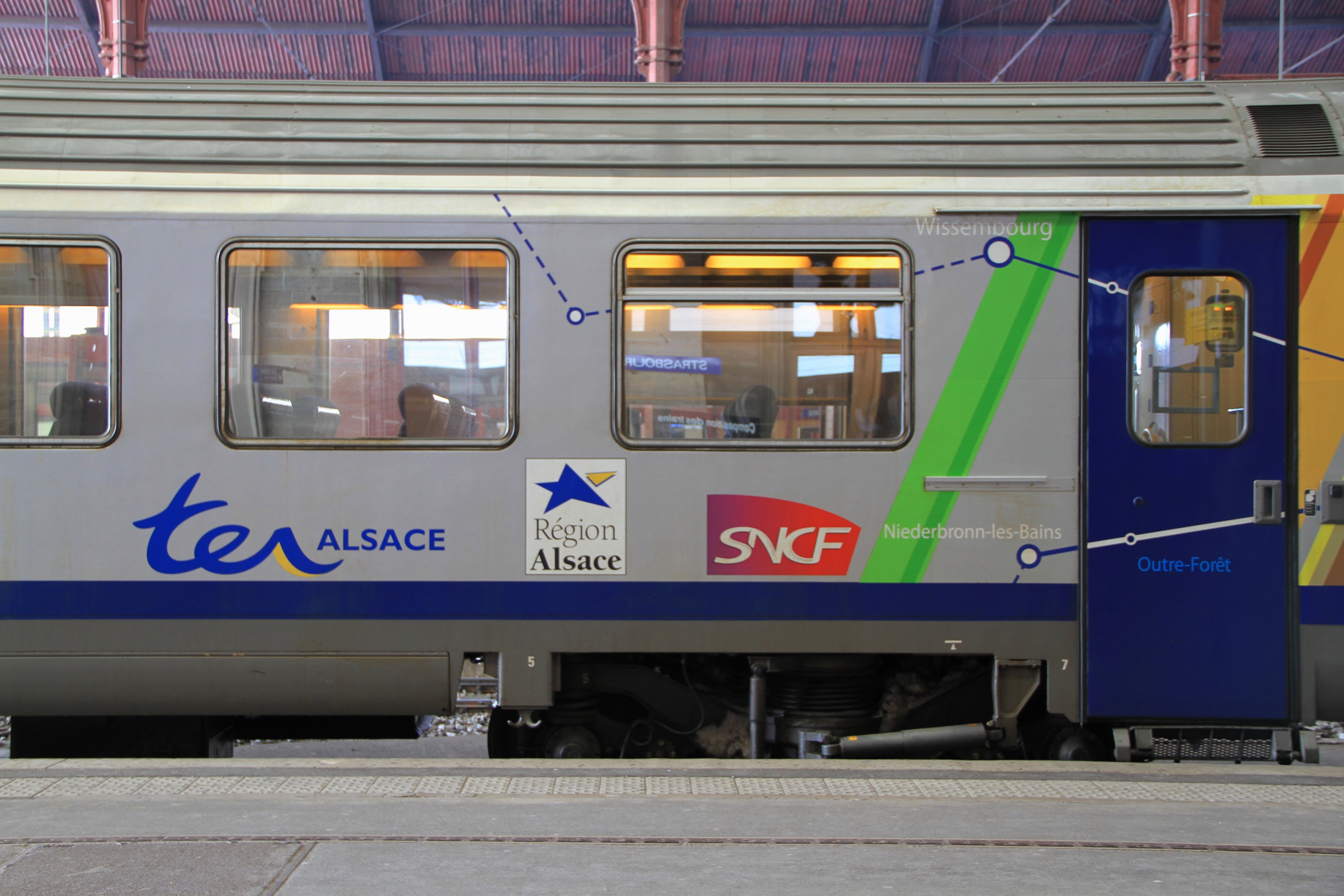
Marquage TER 200, en janvier 2013.

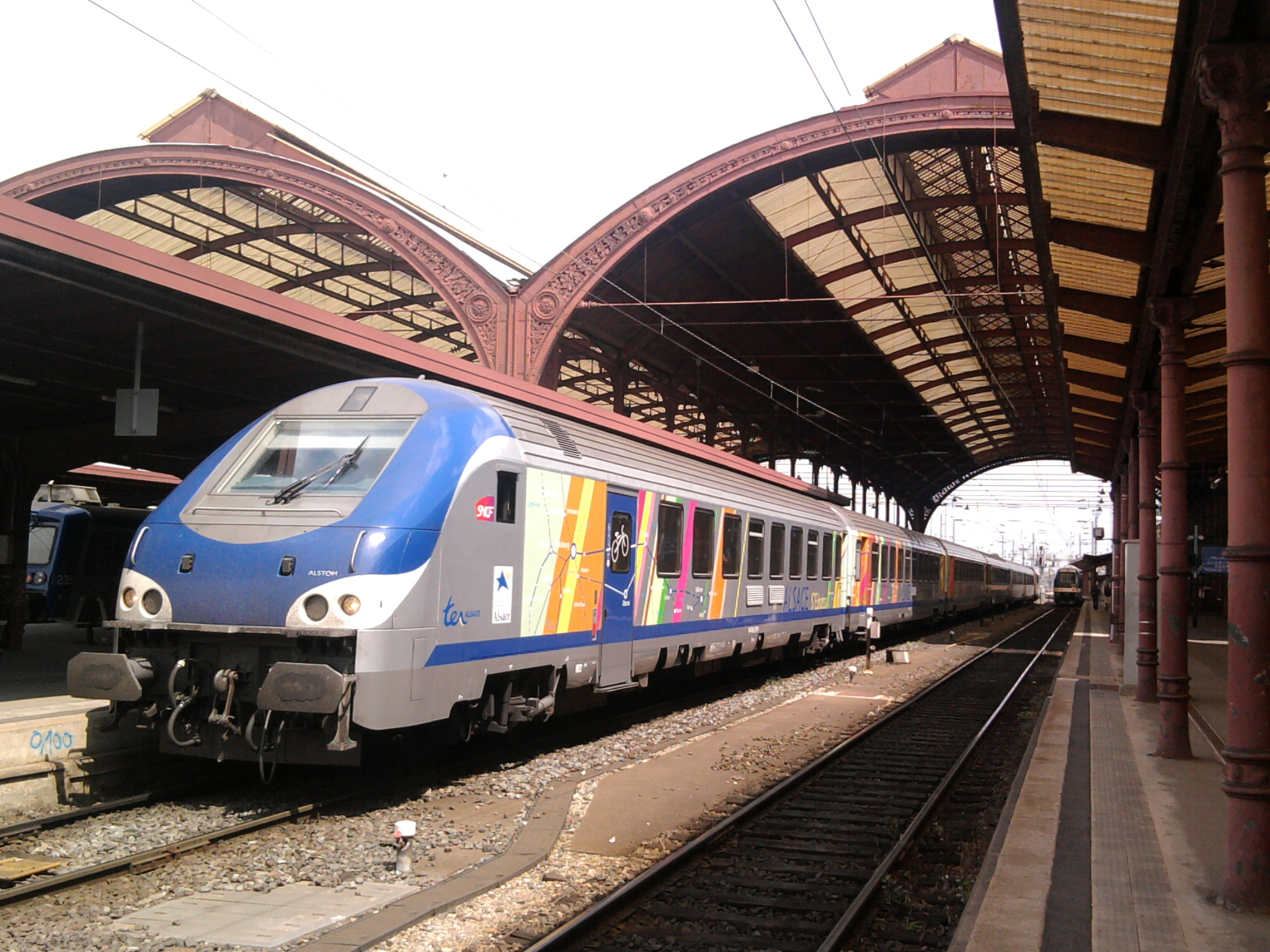
Les rames Corail TER 200 remplacent les rames Métralsace à partir de septembre 1991.

Grâce à la qualification de la section Mulhouse - Saint-Louis pour une vitesse de 200 km/h en 1994, avec une participation régionale, cette fois-ci minoritaire, de 13 650 000 francs, le temps de voyage peut être raccourci de nouveau. En 1997, deux lignes purement régionales bénéficient pour la première fois d'une rénovation complète avec relèvement considérable de la vitesse autorisée. Il s'agit de la ligne de Lutterbach à Kruth (à l'exception du tronçon final Wesserling - Kruth), avec une participation régionale de 198 000 000 francs, et de la ligne de Vendenheim à Haguenau, avec une participation régionale de 293 000 000 francs. Après les travaux, les trains peuvent rouler à 160 km/h entre Vendenheim et Bischwiller, 140 km/h entre Lutterbach et Cernay, et 120 km/h entre Cernay et Thann. Ce n'est qu'un début, car les autres lignes régionales bénéficient progressivement de modernisations à leur tour, seule la ligne de Kalhausen à Sarre-Union ne faisant pas encore l'objet d'un projet.
Jusqu'à la régionalisation, sur le plan comptable, la SNCF distribue elle-même la compensation globale pour les dessertes régionales versée par l'État entre les régions. Il apparaît ainsi un solde négatif de 3 700 000 francs pour l'exercice 1992 et un solde également négatif de 11 500 000 francs pour l'exercice 1993, alors que l'Alsace ne fait pas partie des dix régions ayant subi une baisse de trafic depuis 1990 et avait présenté des soldes légèrement positifs de 1988 à 1990. Ces résultats sont publiés, avec des chiffres provisoires, seulement dans le courant de 1994 et en juin 1995. Les responsables de la SNCF ne parviennent pas à justifier de façon satisfaisante ces mauvais résultats, tout en demandant aux régions concernées de lui verser des contributions à concurrence des déficits. Cette expérience instille la méfiance des régions à l'égard de la SNCF, l'opacité des chiffres ne permettant pas d'exclure que cette dernière répercute les charges financières du réseau à grande vitesse sur les dessertes régionales. Pendant la période 1985-1992, la région Alsace a investi 72 300 000 francs dans les infrastructures des transports régionaux et 18 300 000 francs dans le matériel, figurant à la 6e respectivement à la 17e place des régions françaises, ou à la 10e place en considérant le total des investissements.
La desserte ferroviaire entre Niederbronn et Bitche est supprimée en novembre 1996.

### Depuis la régionalisation en 1998

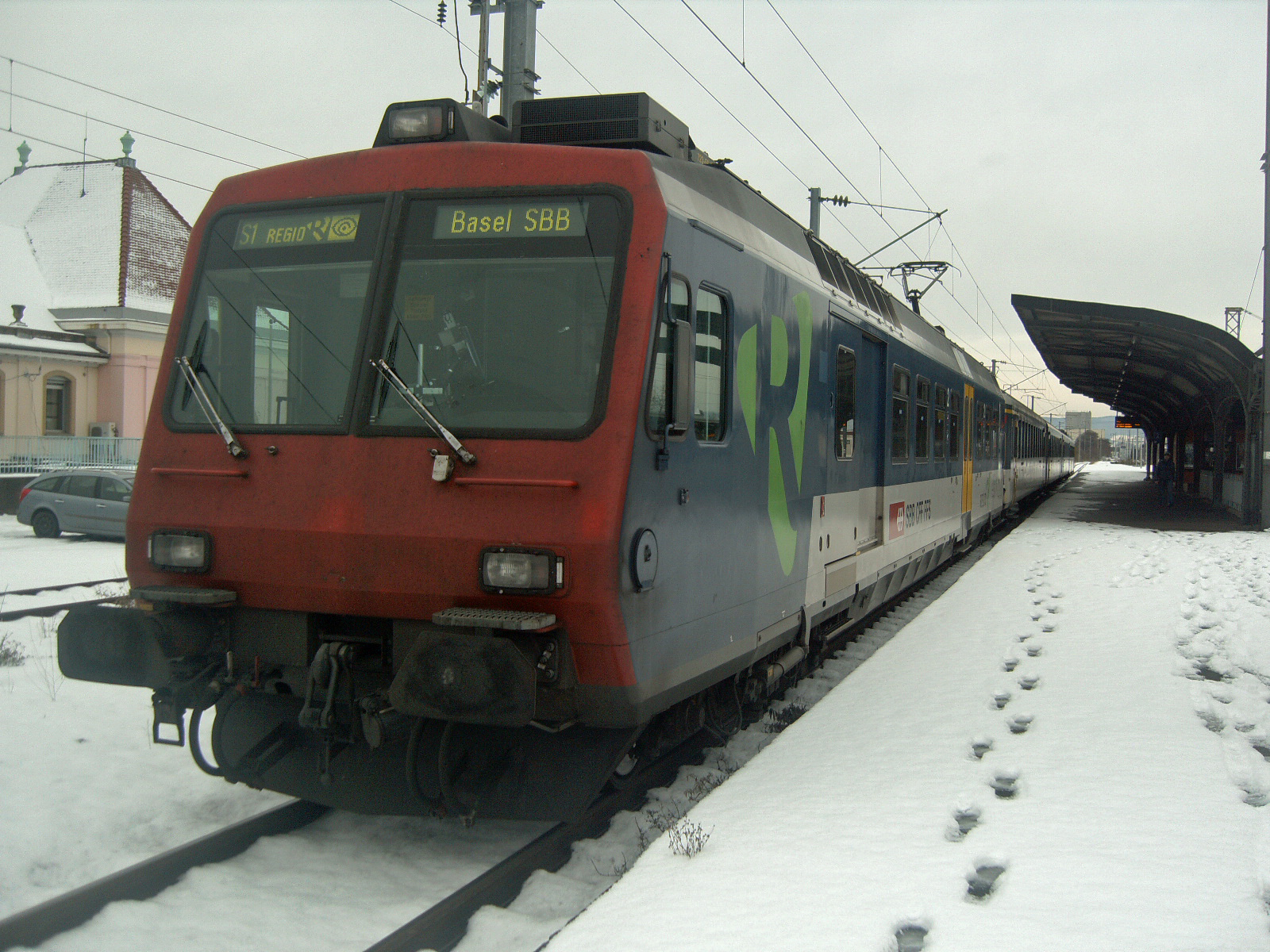
Rame suisse Colibri du Regio S-Bahn Bâle à Saint-Louis, en décembre 2009.

La loi no 95-115 du 4 février 1995 d'orientation pour l'aménagement et le développement du territoire du 4 février 1995 prévoit, dans son article 67, l'expérimentation du transfert de l'organisation et du financement des transports régionaux vers les régions. Parmi les onze régions se portant candidates, six sont retenues, dont l'Alsace. Les conventions d'expérimentation sont signées pendant les premiers mois de 1997 et deviennent effectives en 1998. La principale nouveauté est que l'ensemble des financements passe désormais par les régions, ce qui leur donne un moyen de pression sur la SNCF, qui auparavant ne fournissait qu'un minimum d'informations aux régions et se comportait en autorité organisatrice de transports (AOT) tout en bénéficiant des contributions de l'État. Les nouvelles AOT des TER sont les régions, réunissant enfin la fonction de décideur et payeur. En outre, les régions pilotes ont obtenu un effort financier supplémentaire de l'État, le niveau des anciennes contributions et les moyens pour le renouvellement du matériel roulant ayant été insuffisants. Afin de favoriser la prise en compte des besoins locaux, la région met progressivement en place des comités de ligne, présidés par des élus et formés par les maires des communes desservies par une ligne, et accessoirement de représentants d'associations d'usagers. Le rôle de ces comités est consultatif, la décision appartenant au Conseil régional après consultation avec la SNCF.
L'année 1997 voit également la première phase de la mise en œuvre d'une nouvelle desserte transfrontalière entre Mulhouse et la Suisse ; c'est la première fois que des trains régionaux dépassant Bâle CFF sont proposés en provenance de la France. Cette offre promue sous le nom de « Ligne Verte » démarre timidement avec quatre aller-retours quotidiens, mais atteint quatorze aller-retours avec le service d'été 1999. Le matériel roulant est mis à disposition par les CFF, qui ont transformé six rames automoteurs « Colibri » pour le service en France, devenues les RBDe 562. Malgré son succès, le concept de « Ligne Verte » est au moins provisoirement abandonné en 2008, quand les CFF remplacent les Colibri par des RABe 521 et 522 sur le tronçon suisse Bâle - Frick/Laufenburg de la ligne S1 du réseau du Regio S-Bahn Bâle : ces automotrices ne sont pas homologuées pour la France. De son côté, la SNCF a remplacé le 11 décembre 2011 ces Colibri suisses par des autorails ZGC français.

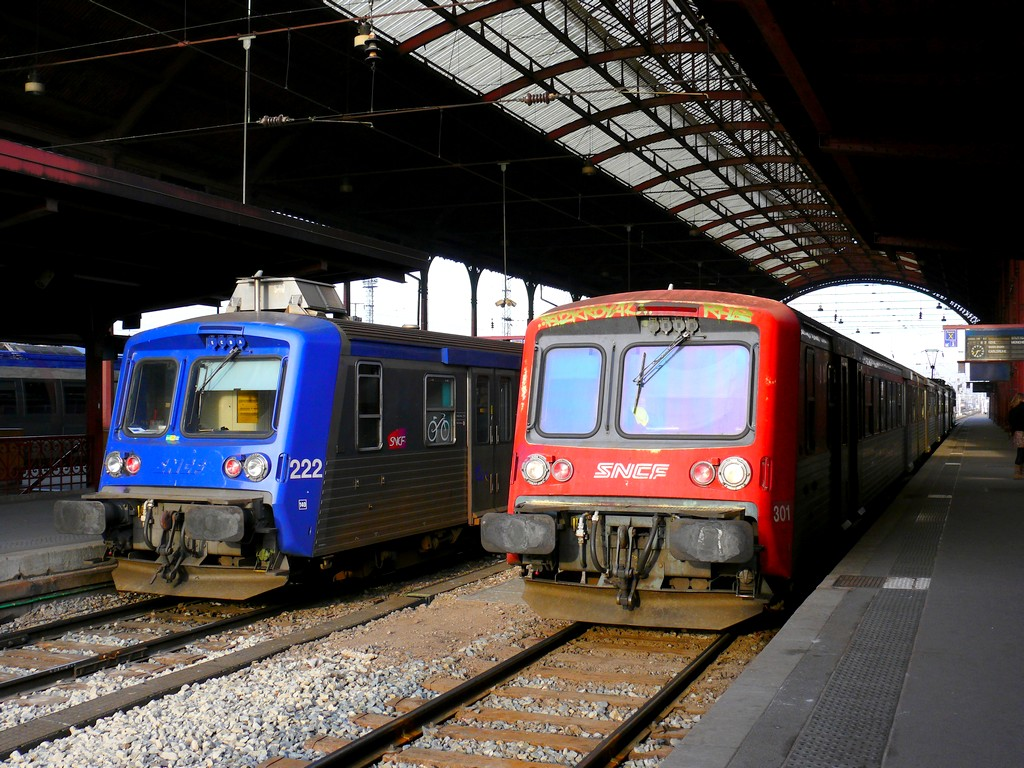
Une rame RRR rénovée, aux couleurs TER, et une ancienne rame vêtue de rouge.

Toujours en 1997, une première ligne transfrontalière en Alsace du Nord est remise en service pour le service régional, au mois de mars, entre Wissembourg et Winden, en Allemagne. L'opération a été entièrement financée par le gouvernement de la Rhénanie-Palatinat et la DB. Aujourd'hui, les trains continuent au-delà de Winden jusqu'au chef-lieu d'arrondissement de Neustadt an der Weinstraße, mais tous les trains sont toujours origine / destination Wissembourg. Une seconde réouverture dans la même région porte sur la « Bienwaldbahn » entre Lauterbourg et Wörth am Rhein, près de Karlsruhe. Cette ligne était par contre toujours restée ouverte au service marchandises. La réintroduction du transport régional de voyageurs, le 15 décembre 2002, est préfigurée par un service limité aux dimanches et jours fériés, instauré en 1999. Tous les trains restent origine / destination Lauterbourg.
En Alsace, l'expérimentation de la régionalisation s'avère concluante. Alors que le trafic en voyageurs-kilomètres n'a progressé que de 0,51 % par an de 1992 à 1996, il a progressé de 8,81 % par an de 1996 à 1999, alors que l'offre en trains-kilomètres a également augmenté. Les expériences gagnées en Alsace et dans les cinq autres régions sont décisives pour la généralisation du conventionnement global des services TER. Cette généralisation résulte de la loi relative à la solidarité et au renouvellement urbains (SRU), promulguée le 13 décembre 2000 et applicable à compter du 1er janvier 2002.
En décembre 1999, la liaison ferroviaire entre Sarre-Union et Sarrebourg est supprimée et remplacée par une desserte routière. Seule subsiste la ligne de Sarreguemines à Sarre-Union.
Au début des années 2000, la région lance un vaste programme de renouvellement du matériel. Le premier autorail X 73500 est réceptionné par l'Alsace en février 2001, commandé à 40 exemplaires (dont 12 X 73900, la version apte à circuler sur le réseau ferré allemand), les livraisons s'échelonneront jusqu'en 2004.
Par la suite, ce seront 21 rames AGC du constructeur Bombardier qui sont commandées et réceptionnées jusqu'en 2006. La région lance en parallèle la rénovation des rames tractées du réseau.
En 2006, une troisième voie est construite au niveau d'Erstein, afin de permettre aux trains rapides de doubler les trains de fret et omnibus. Elle est mise en service en 2009.

### Arrivée du TGV

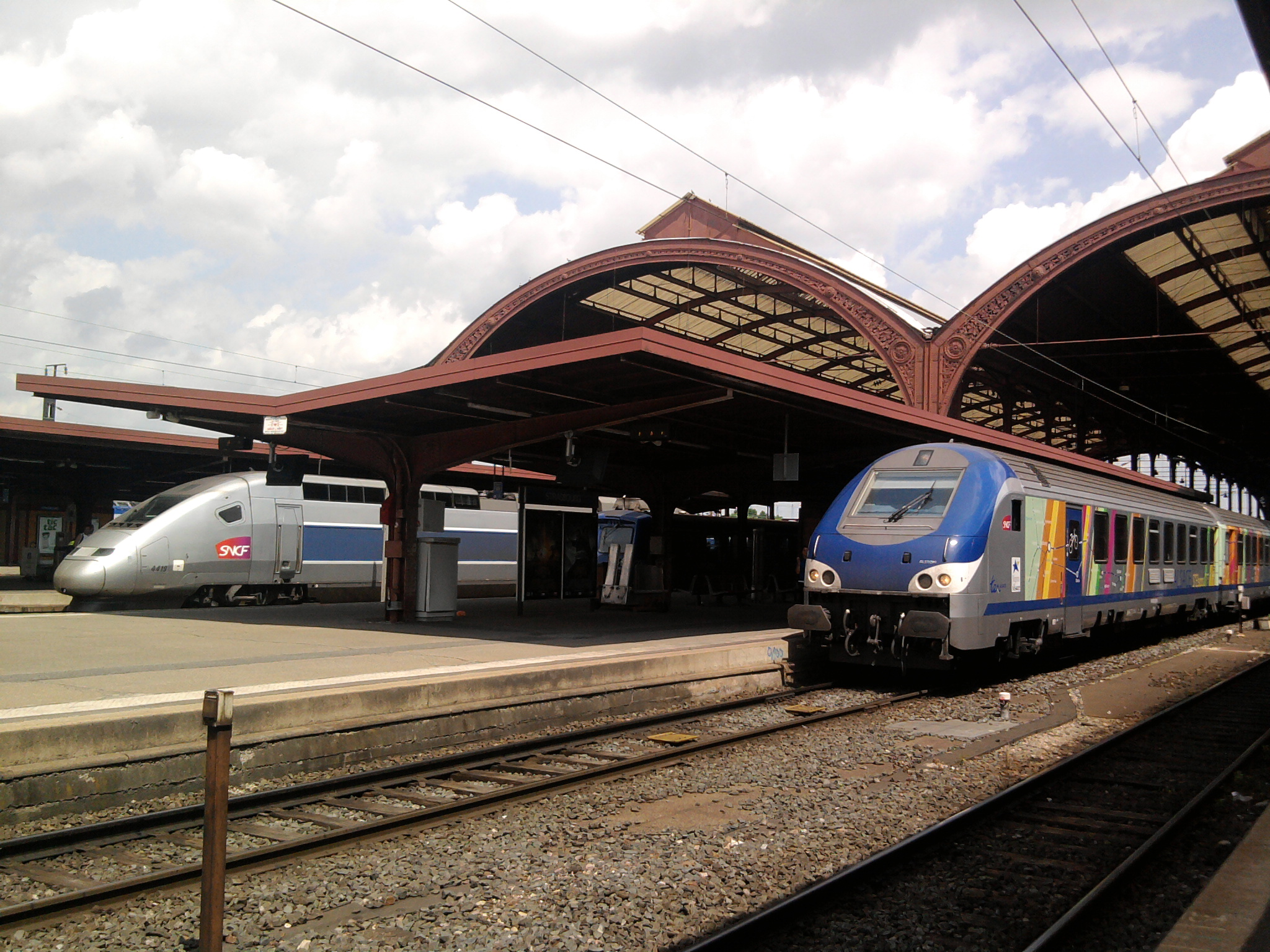
TGV et TER 200 en gare de Strasbourg, en 2010.

Très attendu, le TGV Est européen arrive en juin 2007 et motive une refonte partielle des horaires pour permettre des correspondances efficaces entre les lignes régionales et le réseau national. Le réseau TER Alsace continue son développement avec le 11 décembre 2010, l'inauguration du tram-train Mulhouse Vallée de la Thur entre Mulhouse et Thann.
En 2009, à l'occasion de la fin de la convention d'exploitation avec la SNCF, le conseil régional se dit prêt à expérimenter la libéralisation du transport ferroviaire régional. Finalement, le cadre réglementaire n'étant pas encore clairement défini, la région renouvelle sa convention TER avec la SNCF pour la période 2010 - 2018, mais indique qu'elle souhaite expérimenter la concurrence dès que cela sera possible.
La mise en service du TGV Rhin-Rhône en décembre 2011 a entraîné une seconde refonte des horaires du réseau (avec fermeture des gares de Valdieu, Ballersdorf et Brunstatt sur la liaison Belfort - Mulhouse).
En décembre 2012, la région Alsace rouvre la ligne transfrontalière Mulhouse - Müllheim - Fribourg, fermée à la circulation des voyageurs depuis 30 ans,.
La seconde phase du TGV Est européen, mise en service le 3 juillet 2016, met Strasbourg à environ 1 h 50 de Paris, contre 2 h 20 depuis 2007. Un nouveau remaniement des horaires du TER Alsace a été effectué à l'ouverture de cette ligne.
Depuis le 11 décembre 2016, les abonnés de la Compagnie des transports strasbourgeois résidents dans une commune de l'Eurométropole de Strasbourg peuvent également utiliser les trains du réseau TER Alsace au sein des treize gares l'agglomération (hors Kehl).

### Identité visuelle (logotype)

Logo de 2002 à 2014, sur lequel apparait le « A cœur » de la marque partagée Alsace.
Logo de 2014 à 2016.

## Convention TER 2010 - 2018

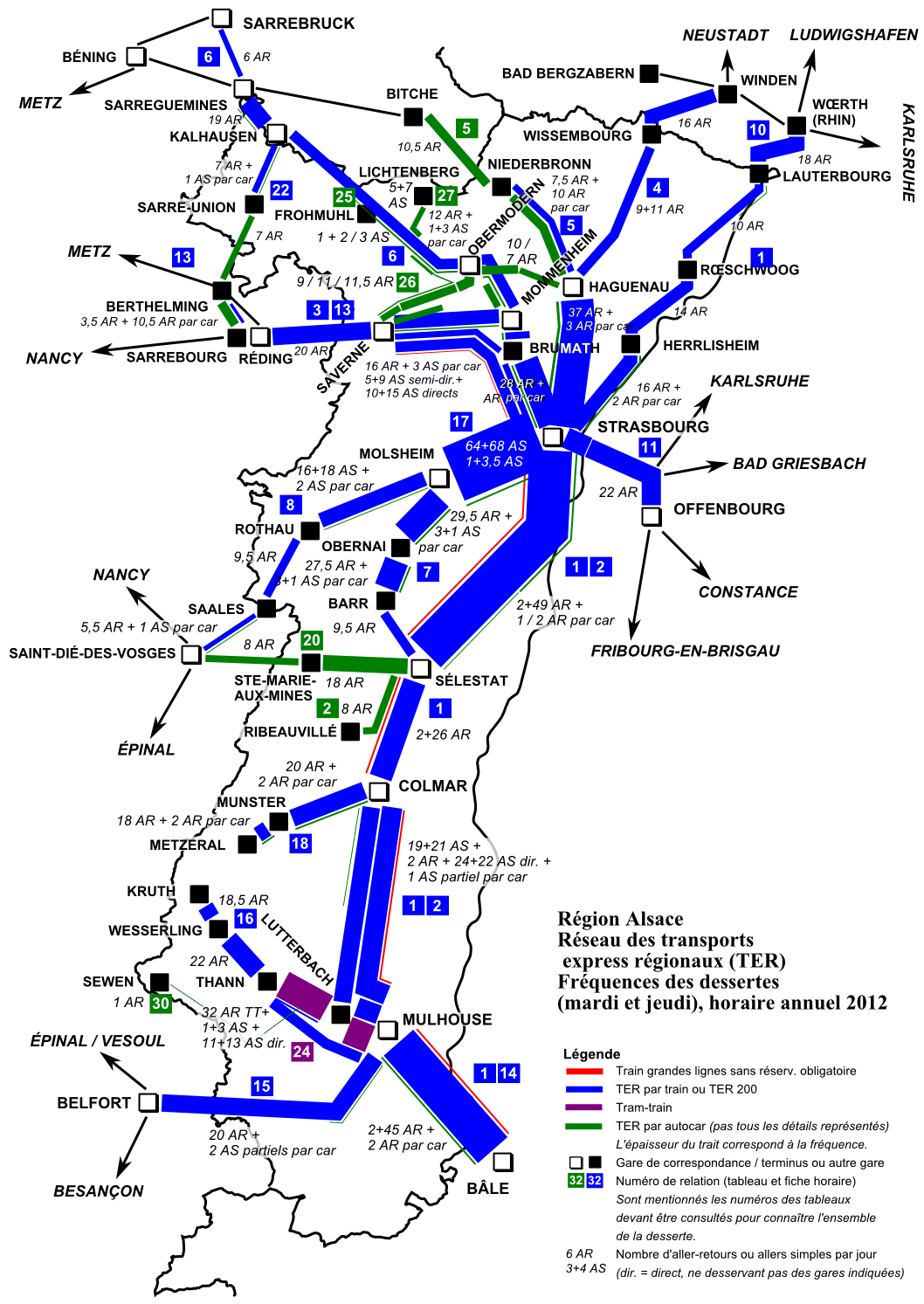
Fréquence de la desserte les jours-types de pleine semaine (mardi et jeudi), horaire annuel 2012.

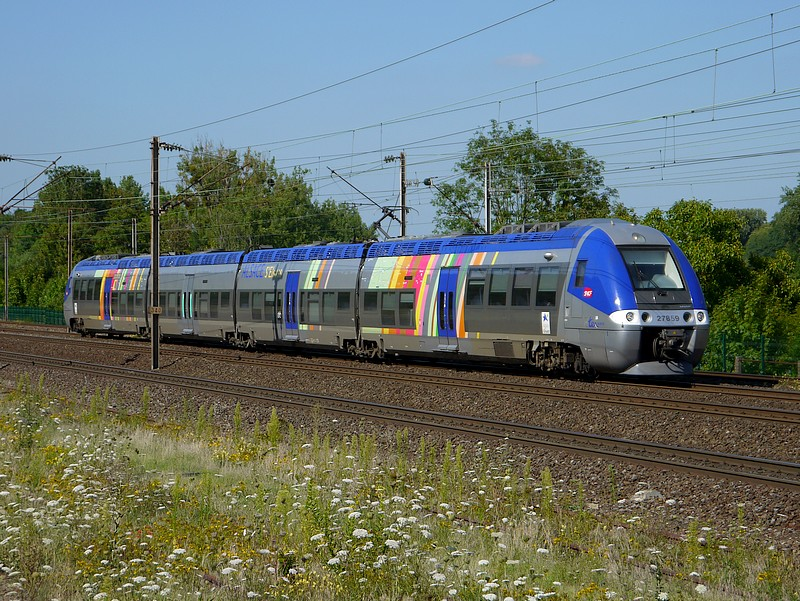
Rame ZGC du TER Alsace, livrée en 2009.

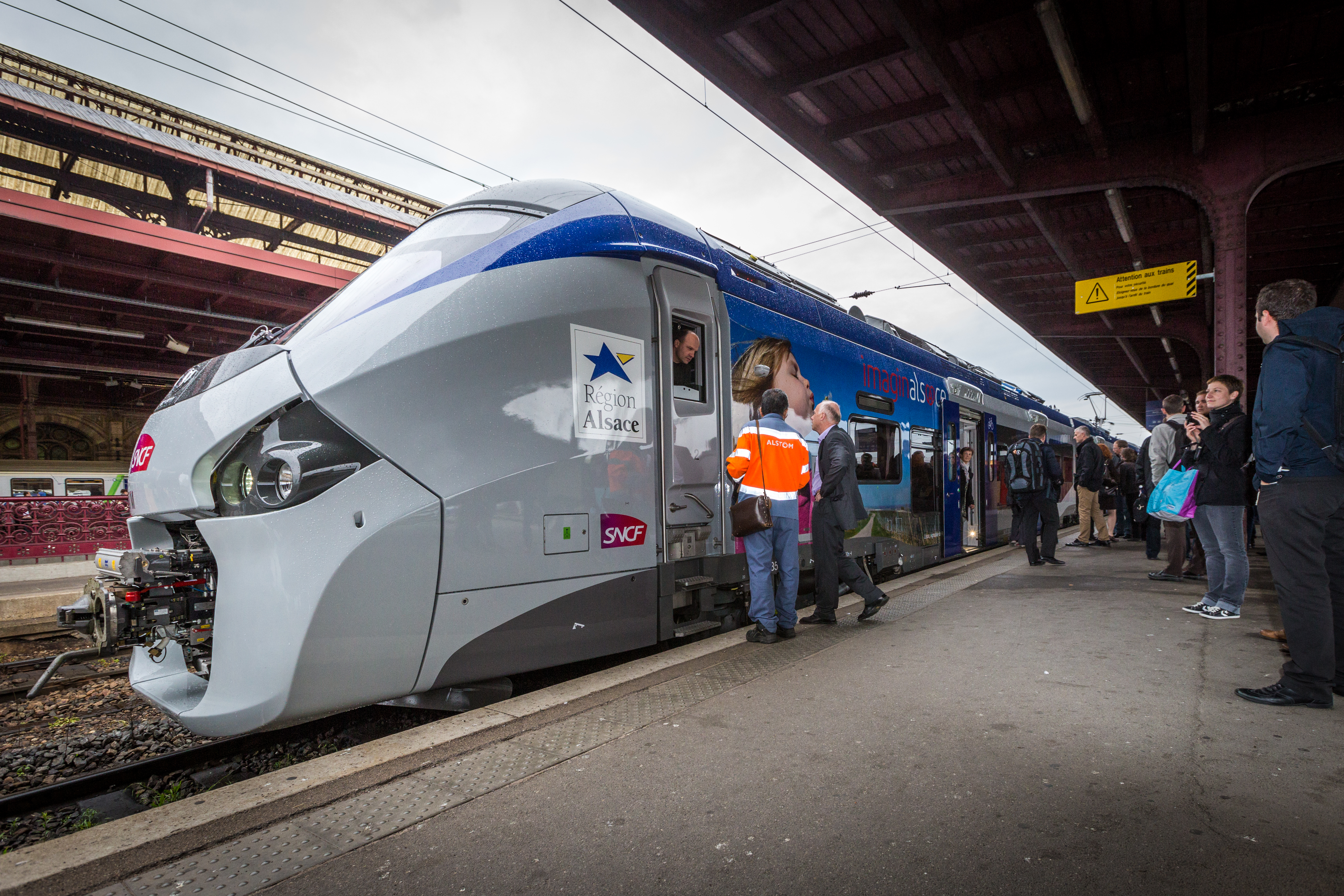
Régiolis du TER Alsace, 2014.

La nouvelle convention d’exploitation du service public régional de transport de voyageurs (TER) a été signé le 19 janvier 2010 par André Reichardt, le président du Conseil Régional d'Alsace de l'époque, et par Guillaume Pepy, président de la SNCF.
D'une durée plus longue que la précédente convention (8 ans), elle a pour but de continuer à améliorer l'offre de transport public ferroviaire en Alsace pour faire face à la croissance constante de la fréquentation depuis 1997, plus de 206 %.
Parmi les principaux projets à mettre en place (dont les projets prévus dans le Contrat de projets État-région 2007-2013), sont à noter :
- la modernisation de la ligne Haguenau - Niederbronn-les-Bains[22] ;
- l'augmentation de capacité de la ligne Strasbourg - Vendenheim[22] ;
- la réouverture de la ligne transfrontalière Mulhouse – Müllheim[22] ;
- la généralisation du cadencement horaire sur tout le réseau TER Alsace[22] ;
- la mise en service des autorails nouvelle génération Régiolis[22] ;
- la généralisation de la tarification multimodale[22].

Dans cette convention, un système de bonus-malus est mis en place. La SNCF devra ainsi payer la Région pour tout retard supérieur à 5 minutes ou pour tout train supprimé. La Région s'est, quant à elle, engagée à utiliser ces malus dans l'amélioration de l'information voyageur.

## Relations TER

### Par rail
Des trains TER sont proposés sur l'ensemble des lignes ouvertes au service voyageurs au sein de la région Alsace. Sur plusieurs lignes, les trains sont complétés par des autocars, notamment en début et fin de journée. Ces services étant repris par le tableau de la section suivante, le tableau ci-dessous n'en tient pas compte.
| no | Longueur                                                   | Infrastructures empruntées                                                       | Nombre d’arrêts                                            | Durée moyenne du trajet                                    | Matériel                                                   | Amplitude horaire                                          | Fréquence quotidienne                                      | Fréquentation annuelle                                     | Notes |                                                            |
| 1  | TER 200 Strasbourg-Ville ↔ Mulhouse-Ville ↔ Bâle SNCF      | TER 200 Strasbourg-Ville ↔ Mulhouse-Ville ↔ Bâle SNCF                            | TER 200 Strasbourg-Ville ↔ Mulhouse-Ville ↔ Bâle SNCF      | TER 200 Strasbourg-Ville ↔ Mulhouse-Ville ↔ Bâle SNCF      | TER 200 Strasbourg-Ville ↔ Mulhouse-Ville ↔ Bâle SNCF      | TER 200 Strasbourg-Ville ↔ Mulhouse-Ville ↔ Bâle SNCF      | TER 200 Strasbourg-Ville ↔ Mulhouse-Ville ↔ Bâle SNCF      | TER 200 Strasbourg-Ville ↔ Mulhouse-Ville ↔ Bâle SNCF      | TER 200 Strasbourg-Ville ↔ Mulhouse-Ville ↔ Bâle SNCF                                                                          | TER 200 Strasbourg-Ville ↔ Mulhouse-Ville ↔ Bâle SNCF      |
| -- | ---------------------------------------------------------- | -------------------------------------------------------------------------------- | ---------------------------------------------------------- | ---------------------------------------------------------- | ---------------------------------------------------------- | ---------------------------------------------------------- | ---------------------------------------------------------- | ---------------------------------------------------------- | --- | ---------------------------------------------------------- |
| 1  | 141,3 km                                                   | Ligne de Strasbourg-Ville à Saint-Louis                                          | 6                                                          | 1 h 18                                                     | BB 26000 et Corail (TER 200) ; X 76500 Régiolis            | 5 h – 22 h                                                 | 25                                                         | voir lignes 2A, 2B et 15                                   | Certains trains ont pour terminus Saint-Louis. La grande majorité des missions sont exploitées sous la marque TER 200.         |                                                            |
| 2A | Strasbourg-Ville ↔ Erstein ↔ Sélestat                      | Strasbourg-Ville ↔ Erstein ↔ Sélestat                                            | Strasbourg-Ville ↔ Erstein ↔ Sélestat                      | Strasbourg-Ville ↔ Erstein ↔ Sélestat                      | Strasbourg-Ville ↔ Erstein ↔ Sélestat                      | Strasbourg-Ville ↔ Erstein ↔ Sélestat                      | Strasbourg-Ville ↔ Erstein ↔ Sélestat                      | Strasbourg-Ville ↔ Erstein ↔ Sélestat                      | Strasbourg-Ville ↔ Erstein ↔ Sélestat                                                                                          | Strasbourg-Ville ↔ Erstein ↔ Sélestat                      |
| 2A | 43,3 km                                                    | Ligne de Strasbourg-Ville à Saint-Louis                                          | 11                                                         | 30 à 40 min                                                | BB 25500 et RRR                                            | 4 h – 1 h                                                  | 25                                                         | +02 435 550, (2011)                                        | Certaines missions sont prolongées jusqu’en gare de Mulhouse.                                                                  |                                                            |
| 2B | Mulhouse-Ville ↔ Colmar                                    | Mulhouse-Ville ↔ Colmar                                                          | Mulhouse-Ville ↔ Colmar                                    | Mulhouse-Ville ↔ Colmar                                    | Mulhouse-Ville ↔ Colmar                                    | Mulhouse-Ville ↔ Colmar                                    | Mulhouse-Ville ↔ Colmar                                    | Mulhouse-Ville ↔ Colmar                                    | Mulhouse-Ville ↔ Colmar | Mulhouse-Ville ↔ Colmar                                    |
| 2B | 42,5 km                                                    | Ligne de Strasbourg-Ville à Saint-Louis                                          | 9                                                          | 36 min                                                     | Z 27500 B 82500                                            | 5 h – 0 h                                                  | 18                                                         | +01 562 437, (2011)                                        | |                                                            |
| 3  | Strasbourg-Ville ↔ Saverne ↔ Sarrebourg                    | Strasbourg-Ville ↔ Saverne ↔ Sarrebourg                                          | Strasbourg-Ville ↔ Saverne ↔ Sarrebourg                    | Strasbourg-Ville ↔ Saverne ↔ Sarrebourg                    | Strasbourg-Ville ↔ Saverne ↔ Sarrebourg                    | Strasbourg-Ville ↔ Saverne ↔ Sarrebourg                    | Strasbourg-Ville ↔ Saverne ↔ Sarrebourg                    | Strasbourg-Ville ↔ Saverne ↔ Sarrebourg                    | Strasbourg-Ville ↔ Saverne ↔ Sarrebourg                                                                                        | Strasbourg-Ville ↔ Saverne ↔ Sarrebourg                    |
| 3  | 70,3 km                                                    | Ligne de Paris-Est à Strasbourg-Ville                                            | 16                                                         | 40 min                                                     | BB 25500 et RRR Z 11500                                    | 4 h – 1 h                                                  | 16                                                         | +01 869 040, (2011)                                        | Appartient aussi au réseau TER Lorraine. Brumath, Mommenheim, Saverne et Sarrebourg sont aussi desservies par d'autres lignes. |                                                            |
| 4  | Strasbourg-Ville ↔ Haguenau ↔ Wissembourg                  | Strasbourg-Ville ↔ Haguenau ↔ Wissembourg                                        | Strasbourg-Ville ↔ Haguenau ↔ Wissembourg                  | Strasbourg-Ville ↔ Haguenau ↔ Wissembourg                  | Strasbourg-Ville ↔ Haguenau ↔ Wissembourg                  | Strasbourg-Ville ↔ Haguenau ↔ Wissembourg                  | Strasbourg-Ville ↔ Haguenau ↔ Wissembourg                  | Strasbourg-Ville ↔ Haguenau ↔ Wissembourg                  | Strasbourg-Ville ↔ Haguenau ↔ Wissembourg                                                                                      | Strasbourg-Ville ↔ Haguenau ↔ Wissembourg                  |
| 4  | 56 km                                                      | Ligne de Vendenheim à Wissembourg                                                | 16                                                         | 70 min                                                     | BB 67400 et RRR X 76500                                    | 4 h – 1 h                                                  | ??                                                         | +01 955 730, (2011)                                        | Correspondance à H+33 (de 7 h à 20 h) vers Neustadt, sur le réseau VRN (de).                                                   |                                                            |
| 5  | Strasbourg-Ville ↔ Haguenau ↔ Niederbronn-les-Bains        | Strasbourg-Ville ↔ Haguenau ↔ Niederbronn-les-Bains                              | Strasbourg-Ville ↔ Haguenau ↔ Niederbronn-les-Bains        | Strasbourg-Ville ↔ Haguenau ↔ Niederbronn-les-Bains        | Strasbourg-Ville ↔ Haguenau ↔ Niederbronn-les-Bains        | Strasbourg-Ville ↔ Haguenau ↔ Niederbronn-les-Bains        | Strasbourg-Ville ↔ Haguenau ↔ Niederbronn-les-Bains        | Strasbourg-Ville ↔ Haguenau ↔ Niederbronn-les-Bains        | Strasbourg-Ville ↔ Haguenau ↔ Niederbronn-les-Bains                                                                            | Strasbourg-Ville ↔ Haguenau ↔ Niederbronn-les-Bains        |
| 5  | 55,4 km                                                    | Ligne de Haguenau à Hargarten - Falck                                            | 25                                                         | 70 min                                                     | X 76500                                                    | 5 h – 0 h                                                  | ??                                                         | +00826 443, (2011)                                         | |                                                            |
| 6  | Strasbourg-Ville ↔ Mommenheim ↔ Sarrebruck                 | Strasbourg-Ville ↔ Mommenheim ↔ Sarrebruck                                       | Strasbourg-Ville ↔ Mommenheim ↔ Sarrebruck                 | Strasbourg-Ville ↔ Mommenheim ↔ Sarrebruck                 | Strasbourg-Ville ↔ Mommenheim ↔ Sarrebruck                 | Strasbourg-Ville ↔ Mommenheim ↔ Sarrebruck                 | Strasbourg-Ville ↔ Mommenheim ↔ Sarrebruck                 | Strasbourg-Ville ↔ Mommenheim ↔ Sarrebruck                 | Strasbourg-Ville ↔ Mommenheim ↔ Sarrebruck                                                                                     | Strasbourg-Ville ↔ Mommenheim ↔ Sarrebruck                 |
| 6  | 114,7 km                                                   | Ligne de Mommenheim à Sarreguemines                                              | 10                                                         | 95 min                                                     | X 73900 B 82500 BB 67400 et Corail Régiolis                | 5 h – 0 h                                                  | 12                                                         | +01 029 428, (2011)                                        | Appartient aussi au réseau TER Lorraine                                                                                        |                                                            |
| 7  | Strasbourg-Ville ↔ Molsheim ↔ Sélestat                     | Strasbourg-Ville ↔ Molsheim ↔ Sélestat                                           | Strasbourg-Ville ↔ Molsheim ↔ Sélestat                     | Strasbourg-Ville ↔ Molsheim ↔ Sélestat                     | Strasbourg-Ville ↔ Molsheim ↔ Sélestat                     | Strasbourg-Ville ↔ Molsheim ↔ Sélestat                     | Strasbourg-Ville ↔ Molsheim ↔ Sélestat                     | Strasbourg-Ville ↔ Molsheim ↔ Sélestat                     | Strasbourg-Ville ↔ Molsheim ↔ Sélestat                                                                                         | Strasbourg-Ville ↔ Molsheim ↔ Sélestat                     |
| 7  | 52,4 km                                                    | Ligne de Sélestat à Saverne                                                      | 15                                                         | 65 min                                                     | BB 67400 et RRR X 76500 Régiolis                           | 5 h – 0 h                                                  | 10 (27 entre Strasbourg et Barr)                           | +01 779 248, (2011)                                        | |                                                            |
| 8  | Strasbourg-Ville ↔ Molsheim ↔ Saales                       | Strasbourg-Ville ↔ Molsheim ↔ Saales                                             | Strasbourg-Ville ↔ Molsheim ↔ Saales                       | Strasbourg-Ville ↔ Molsheim ↔ Saales                       | Strasbourg-Ville ↔ Molsheim ↔ Saales                       | Strasbourg-Ville ↔ Molsheim ↔ Saales                       | Strasbourg-Ville ↔ Molsheim ↔ Saales                       | Strasbourg-Ville ↔ Molsheim ↔ Saales                       | Strasbourg-Ville ↔ Molsheim ↔ Saales                                                                                           | Strasbourg-Ville ↔ Molsheim ↔ Saales                       |
| 8  | 86,5 km                                                    | Ligne de Strasbourg-Ville à Saint-Dié                                            | 19                                                         | 100 min                                                    | BB 67400 et RRR X 76500 Régiolis                           | 5 h – 0 h                                                  | 8 (16 entre Strasbourg et Rothau)                          | +02 135 723, (2011)                                        | |                                                            |
| 9  | Strasbourg-Ville ↔ Rœschwoog ↔ Lauterbourg                 | Strasbourg-Ville ↔ Rœschwoog ↔ Lauterbourg                                       | Strasbourg-Ville ↔ Rœschwoog ↔ Lauterbourg                 | Strasbourg-Ville ↔ Rœschwoog ↔ Lauterbourg                 | Strasbourg-Ville ↔ Rœschwoog ↔ Lauterbourg                 | Strasbourg-Ville ↔ Rœschwoog ↔ Lauterbourg                 | Strasbourg-Ville ↔ Rœschwoog ↔ Lauterbourg                 | Strasbourg-Ville ↔ Rœschwoog ↔ Lauterbourg                 | Strasbourg-Ville ↔ Rœschwoog ↔ Lauterbourg                                                                                     | Strasbourg-Ville ↔ Rœschwoog ↔ Lauterbourg                 |
| 9  | 55,6 km                                                    | Ligne de Strasbourg à Lauterbourg                                                | 16                                                         | 28 min                                                     | BB 67400 et RRR X 76500                                    | 5 h – 0 h                                                  | ??                                                         | +00830 506, (2011)                                         | |                                                            |
| 10 | Lauterbourg ↔ Rœschwoog ↔ Wörth am Rhein                   | Lauterbourg ↔ Rœschwoog ↔ Wörth am Rhein                                         | Lauterbourg ↔ Rœschwoog ↔ Wörth am Rhein                   | Lauterbourg ↔ Rœschwoog ↔ Wörth am Rhein                   | Lauterbourg ↔ Rœschwoog ↔ Wörth am Rhein                   | Lauterbourg ↔ Rœschwoog ↔ Wörth am Rhein                   | Lauterbourg ↔ Rœschwoog ↔ Wörth am Rhein                   | Lauterbourg ↔ Rœschwoog ↔ Wörth am Rhein                   | Lauterbourg ↔ Rœschwoog ↔ Wörth am Rhein                                                                                       | Lauterbourg ↔ Rœschwoog ↔ Wörth am Rhein                   |
| 10 | 15,65 km                                                   | Ligne de Lauterbourg à Wörth am Rhein                                            | 6                                                          | 17 min                                                     | X 73900                                                    | 5 h – 0 h                                                  | ??                                                         | À compléter                                                | Fait partie du réseau VRN (de)                                                                                                 |                                                            |
| 11 | Strasbourg-Ville ↔ Kehl ↔ Offenbourg                       | Strasbourg-Ville ↔ Kehl ↔ Offenbourg                                             | Strasbourg-Ville ↔ Kehl ↔ Offenbourg                       | Strasbourg-Ville ↔ Kehl ↔ Offenbourg                       | Strasbourg-Ville ↔ Kehl ↔ Offenbourg                       | Strasbourg-Ville ↔ Kehl ↔ Offenbourg                       | Strasbourg-Ville ↔ Kehl ↔ Offenbourg                       | Strasbourg-Ville ↔ Kehl ↔ Offenbourg                       | Strasbourg-Ville ↔ Kehl ↔ Offenbourg                                                                                           | Strasbourg-Ville ↔ Kehl ↔ Offenbourg                       |
| 11 | 28,4 km                                                    | Ligne de Strasbourg-Ville à Strasbourg-Port-du-Rhin et ligne d'Appenweier à Kehl | 5                                                          | 30 min                                                     | X 73900 Regio-Shuttle                                      | 5 h – 0 h                                                  | ??                                                         | À compléter                                                | Appartient aussi au réseau OSB                                                                                                 |                                                            |
| 13 | Strasbourg-Ville ↔ Saverne ↔ Nancy-Ville                   | Strasbourg-Ville ↔ Saverne ↔ Nancy-Ville                                         | Strasbourg-Ville ↔ Saverne ↔ Nancy-Ville                   | Strasbourg-Ville ↔ Saverne ↔ Nancy-Ville                   | Strasbourg-Ville ↔ Saverne ↔ Nancy-Ville                   | Strasbourg-Ville ↔ Saverne ↔ Nancy-Ville                   | Strasbourg-Ville ↔ Saverne ↔ Nancy-Ville                   | Strasbourg-Ville ↔ Saverne ↔ Nancy-Ville                   | Strasbourg-Ville ↔ Saverne ↔ Nancy-Ville                                                                                       | Strasbourg-Ville ↔ Saverne ↔ Nancy-Ville                   |
| 13 | 149,6 km                                                   | Ligne de Paris-Est à Strasbourg-Ville                                            | 7                                                          | 80 min                                                     | BB 26000 et Corail Z 27500 Z 11500                         | 5 h – 0 h                                                  | ??                                                         | À compléter                                                | Appartient aussi au réseau TER Lorraine                                                                                        |                                                            |
| 14 | Strasbourg-Ville ↔ Saverne ↔ Metz-Ville                    | Strasbourg-Ville ↔ Saverne ↔ Metz-Ville                                          | Strasbourg-Ville ↔ Saverne ↔ Metz-Ville                    | Strasbourg-Ville ↔ Saverne ↔ Metz-Ville                    | Strasbourg-Ville ↔ Saverne ↔ Metz-Ville                    | Strasbourg-Ville ↔ Saverne ↔ Metz-Ville                    | Strasbourg-Ville ↔ Saverne ↔ Metz-Ville                    | Strasbourg-Ville ↔ Saverne ↔ Metz-Ville                    | Strasbourg-Ville ↔ Saverne ↔ Metz-Ville                                                                                        | Strasbourg-Ville ↔ Saverne ↔ Metz-Ville                    |
| 14 | 154,3 km                                                   | Ligne de Paris-Est à Strasbourg-Ville et ligne de Réding à Metz-Ville            | 27                                                         | 102 min                                                    | BB 26000 et Corail Z 27500 Z 11500                         | 5 h – 0 h                                                  | ??                                                         | À compléter                                                | Appartient aussi au réseau TER Lorraine                                                                                        |                                                            |
| 15 | Bâle SNCF ↔ Saint-Louis (Haut-Rhin) ↔ Mulhouse-Ville       | Bâle SNCF ↔ Saint-Louis (Haut-Rhin) ↔ Mulhouse-Ville                             | Bâle SNCF ↔ Saint-Louis (Haut-Rhin) ↔ Mulhouse-Ville       | Bâle SNCF ↔ Saint-Louis (Haut-Rhin) ↔ Mulhouse-Ville       | Bâle SNCF ↔ Saint-Louis (Haut-Rhin) ↔ Mulhouse-Ville       | Bâle SNCF ↔ Saint-Louis (Haut-Rhin) ↔ Mulhouse-Ville       | Bâle SNCF ↔ Saint-Louis (Haut-Rhin) ↔ Mulhouse-Ville       | Bâle SNCF ↔ Saint-Louis (Haut-Rhin) ↔ Mulhouse-Ville       | Bâle SNCF ↔ Saint-Louis (Haut-Rhin) ↔ Mulhouse-Ville                                                                           | Bâle SNCF ↔ Saint-Louis (Haut-Rhin) ↔ Mulhouse-Ville       |
| 15 | 33,9 km                                                    | Ligne de Strasbourg-Ville à Saint-Louis                                          | 9                                                          | 31 min                                                     | Z 27500                                                    | 5 h – 0 h                                                  | 22                                                         | +02 252 758, (2011)                                        | Appartient aussi au réseau du Regio S-Bahn Bâle                                                                                |                                                            |
| 16 | Mulhouse-Ville ↔ Altkirch ↔ Belfort                        | Mulhouse-Ville ↔ Altkirch ↔ Belfort                                              | Mulhouse-Ville ↔ Altkirch ↔ Belfort                        | Mulhouse-Ville ↔ Altkirch ↔ Belfort                        | Mulhouse-Ville ↔ Altkirch ↔ Belfort                        | Mulhouse-Ville ↔ Altkirch ↔ Belfort                        | Mulhouse-Ville ↔ Altkirch ↔ Belfort                        | Mulhouse-Ville ↔ Altkirch ↔ Belfort                        | Mulhouse-Ville ↔ Altkirch ↔ Belfort                                                                                            | Mulhouse-Ville ↔ Altkirch ↔ Belfort                        |
| 16 | 48,2 km                                                    | Ligne de Paris-Est à Mulhouse-Ville                                              | 13                                                         | 33 min                                                     | Z 27500 X 76500 B 82500                                    | 5 h – 0 h                                                  | 22                                                         | +00735 317, (2011)                                         | Ligne TER Grand Est de bout en bout depuis 2018                                                                                |                                                            |
| 17 | Mulhouse-Ville ↔ Thann ↔ Kruth                             | Mulhouse-Ville ↔ Thann ↔ Kruth                                                   | Mulhouse-Ville ↔ Thann ↔ Kruth                             | Mulhouse-Ville ↔ Thann ↔ Kruth                             | Mulhouse-Ville ↔ Thann ↔ Kruth                             | Mulhouse-Ville ↔ Thann ↔ Kruth                             | Mulhouse-Ville ↔ Thann ↔ Kruth                             | Mulhouse-Ville ↔ Thann ↔ Kruth                             | Mulhouse-Ville ↔ Thann ↔ Kruth                                                                                                 | Mulhouse-Ville ↔ Thann ↔ Kruth                             |
| 17 | 37,9 km                                                    | Ligne de Lutterbach à Kruth                                                      | 29                                                         | 56 min                                                     | X 73900 X 76500 B 82500                                    | 5 h – 21 h                                                 | 46                                                         | +01 081 647, (2012)                                        | |                                                            |
| 18 | Strasbourg-Ville ↔ Entzheim-Aéroport ↔ Molsheim            | Strasbourg-Ville ↔ Entzheim-Aéroport ↔ Molsheim                                  | Strasbourg-Ville ↔ Entzheim-Aéroport ↔ Molsheim            | Strasbourg-Ville ↔ Entzheim-Aéroport ↔ Molsheim            | Strasbourg-Ville ↔ Entzheim-Aéroport ↔ Molsheim            | Strasbourg-Ville ↔ Entzheim-Aéroport ↔ Molsheim            | Strasbourg-Ville ↔ Entzheim-Aéroport ↔ Molsheim            | Strasbourg-Ville ↔ Entzheim-Aéroport ↔ Molsheim            | Strasbourg-Ville ↔ Entzheim-Aéroport ↔ Molsheim                                                                                | Strasbourg-Ville ↔ Entzheim-Aéroport ↔ Molsheim            |
| 18 | 18,9 km                                                    | Ligne de Strasbourg-Ville à Saint-Dié                                            | 9                                                          | 25 min                                                     | X 76500                                                    | 5 h – 0 h                                                  | ??                                                         | À compléter                                                | |                                                            |
| 19 | Colmar ↔ Munster ↔ Metzeral                                | Colmar ↔ Munster ↔ Metzeral                                                      | Colmar ↔ Munster ↔ Metzeral                                | Colmar ↔ Munster ↔ Metzeral                                | Colmar ↔ Munster ↔ Metzeral                                | Colmar ↔ Munster ↔ Metzeral                                | Colmar ↔ Munster ↔ Metzeral                                | Colmar ↔ Munster ↔ Metzeral                                | Colmar ↔ Munster ↔ Metzeral | Colmar ↔ Munster ↔ Metzeral                                |
| 19 | 24,6 km                                                    | Ligne de Colmar-Central à Metzeral                                               | 16                                                         | 47 min                                                     | X 76500 B 82500                                            | 5 h – 23 h                                                 | ??                                                         | +00583 225, (2012)                                         | |                                                            |
| 22 | Sarreguemines ↔ Sarralbe ↔ Sarre-Union                     | Sarreguemines ↔ Sarralbe ↔ Sarre-Union                                           | Sarreguemines ↔ Sarralbe ↔ Sarre-Union                     | Sarreguemines ↔ Sarralbe ↔ Sarre-Union                     | Sarreguemines ↔ Sarralbe ↔ Sarre-Union                     | Sarreguemines ↔ Sarralbe ↔ Sarre-Union                     | Sarreguemines ↔ Sarralbe ↔ Sarre-Union                     | Sarreguemines ↔ Sarralbe ↔ Sarre-Union                     | Sarreguemines ↔ Sarralbe ↔ Sarre-Union                                                                                         | Sarreguemines ↔ Sarralbe ↔ Sarre-Union                     |
| 22 | 30 km                                                      |                                                                                  | 37                                                         | 90 min                                                     | X 73500 X 76500                                            | 5 h – 0 h                                                  | ??                                                         | À compléter                                                | Appartient aussi au réseau TER Lorraine                                                                                        |                                                            |
| 24 | Mulhouse-Ville ↔ Lutterbach ↔ Thann ou Thann-Saint-Jacques | Mulhouse-Ville ↔ Lutterbach ↔ Thann ou Thann-Saint-Jacques                       | Mulhouse-Ville ↔ Lutterbach ↔ Thann ou Thann-Saint-Jacques | Mulhouse-Ville ↔ Lutterbach ↔ Thann ou Thann-Saint-Jacques | Mulhouse-Ville ↔ Lutterbach ↔ Thann ou Thann-Saint-Jacques | Mulhouse-Ville ↔ Lutterbach ↔ Thann ou Thann-Saint-Jacques | Mulhouse-Ville ↔ Lutterbach ↔ Thann ou Thann-Saint-Jacques | Mulhouse-Ville ↔ Lutterbach ↔ Thann ou Thann-Saint-Jacques | Mulhouse-Ville ↔ Lutterbach ↔ Thann ou Thann-Saint-Jacques                                                                     | Mulhouse-Ville ↔ Lutterbach ↔ Thann ou Thann-Saint-Jacques |
| 24 | 30 km                                                      | Tram-train Mulhouse Vallée de la Thur                                            | 20                                                         | 46 min                                                     | Siemens Avanto                                             | 5 h – 0 h                                                  | 32                                                         | À compléter                                                | Co-exploité par Soléa et SNCF                                                                                                  |                                                            |
| 31 | Mulhouse-Ville ↔ Müllheim ↔ Fribourg-en-Brisgau            | Mulhouse-Ville ↔ Müllheim ↔ Fribourg-en-Brisgau                                  | Mulhouse-Ville ↔ Müllheim ↔ Fribourg-en-Brisgau            | Mulhouse-Ville ↔ Müllheim ↔ Fribourg-en-Brisgau            | Mulhouse-Ville ↔ Müllheim ↔ Fribourg-en-Brisgau            | Mulhouse-Ville ↔ Müllheim ↔ Fribourg-en-Brisgau            | Mulhouse-Ville ↔ Müllheim ↔ Fribourg-en-Brisgau            | Mulhouse-Ville ↔ Müllheim ↔ Fribourg-en-Brisgau            | Mulhouse-Ville ↔ Müllheim ↔ Fribourg-en-Brisgau                                                                                | Mulhouse-Ville ↔ Müllheim ↔ Fribourg-en-Brisgau            |
| 31 | 51 km                                                      | Ligne de Mulhouse-Ville à Chalampé et ligne de Mannheim à Bâle                   | 5                                                          | 53 min                                                     | X 73900                                                    | 6 h – 21 h                                                 | 7                                                          | À compléter                                                | |                                                            |

1. ↑  Nombre total d’arrêts et gares desservies par les trains de cette ligne
2. ↑  Durée du trajet la plus représentative
3. ↑  Entre le premier départ et la dernière arrivée
4. ↑  Nombre d'allers-retours par jour ouvrable de base, généralement un mardi ou un jeudi

### Par autocar

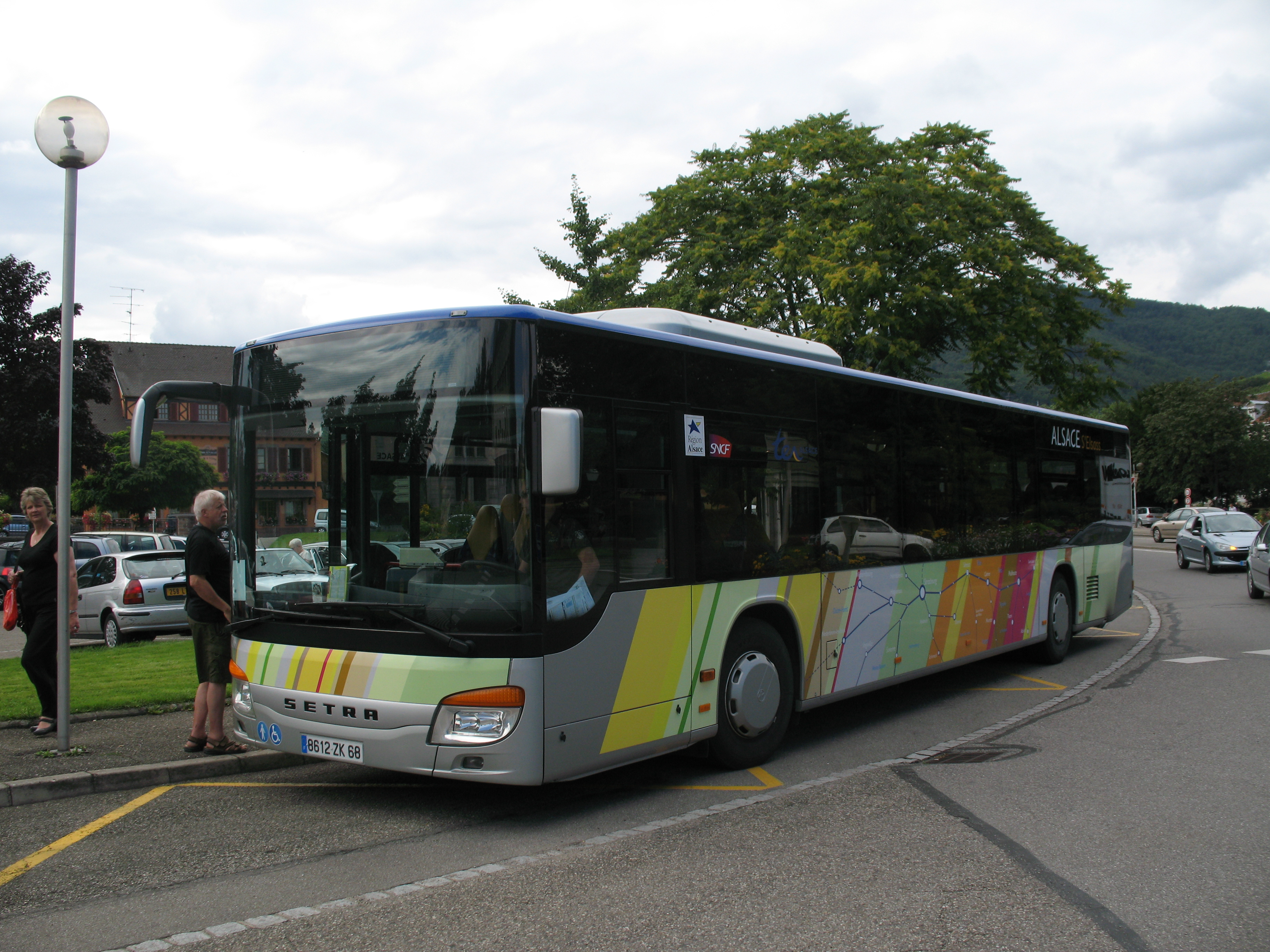
Une ligne routière du TER Alsace desservant Ribeauvillé.

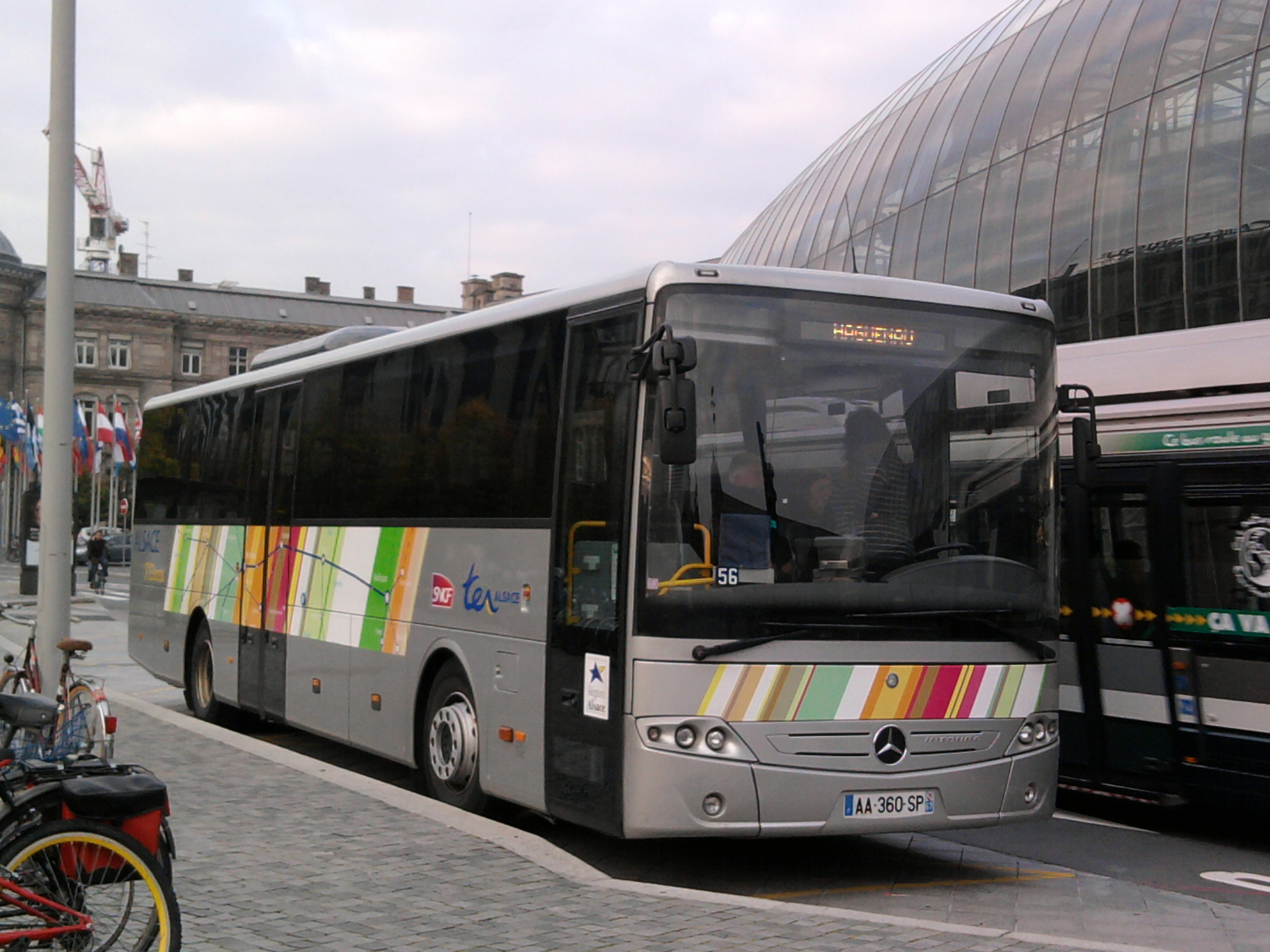
Un car TER Alsace sur la place de la Gare, à Strasbourg.

Les dessertes par autocar TER sont, pour la plupart, soit des services de substitution pour des lignes ferroviaires fermées ou des gares fermées sur une ligne toujours ouverte, soit des services complémentaires au service ferroviaire à des heures de faible demande. La relation no 28 est la seule à ne correspondre à aucun de ces cas, la section Lichtenberg - Wimmenau n'ayant jamais été desservie par un train.
| No    | Parcours                                                 | Note                              |
| ----- | -------------------------------------------------------- | --------------------------------- |
| 2     | Sélestat ↔ Ribeauvillé                                   |                                   |
| 2 bis | Colmar ↔ Raedersheim                                     | Un aller simple par jour          |
| 3     | Strasbourg ↔ Saverne                                     |                                   |
| 4     | Strasbourg ↔ Haguenau ↔ Wissembourg                      |                                   |
| 5     | Haguenau ↔ Niederbronn-les-Bains ↔ Bitche                |                                   |
| 6     | Strasbourg ↔ Mommenheim ↔ Diemeringen ↔ Sarreguemines    |                                   |
| 7     | Strasbourg ↔ Molsheim et Molsheim ↔ Barr                 |                                   |
| 8     | Strasbourg ↔ Molsheim ↔ Rothau                           |                                   |
| 9     | Strasbourg ↔ Herrlisheim et Lauterbourg ↔ Rountzenheim   | Un aller simple par jour          |
| 19    | Colmar ↔ Munster ↔ Metzeral                              |                                   |
| 20    | Sélestat ↔ Sainte-Marie-aux-Mines                        |                                   |
| 21    | Sélestat ↔ Sainte-Marie-aux-Mines ↔ Saint-Dié-des-Vosges |                                   |
| 22    | Sarreguemines ↔ Sarrebourg                               | Deux allers simples par jour      |
| 25    | Saverne ↔ Bouxwiller ↔ Ingwiller ↔ Frohmuhl              |                                   |
| 26    | Haguenau ↔ Obermodern ↔ Bouxwiller ↔ Saverne             |                                   |
| 27    | Saverne ↔ Steinbourg ↔ Hattmatt                          |                                   |
| 28    | Lichtenberg ↔ Wimmenau ↔ Ingwiller                       |                                   |
| 29    | Mommenheim ↔ Ettendorf                                   | Parfois prolongée vers Bouxwiller |
| 30    | Cernay ↔ Masevaux ↔ Sewen                                |                                   |

## Intermodalité

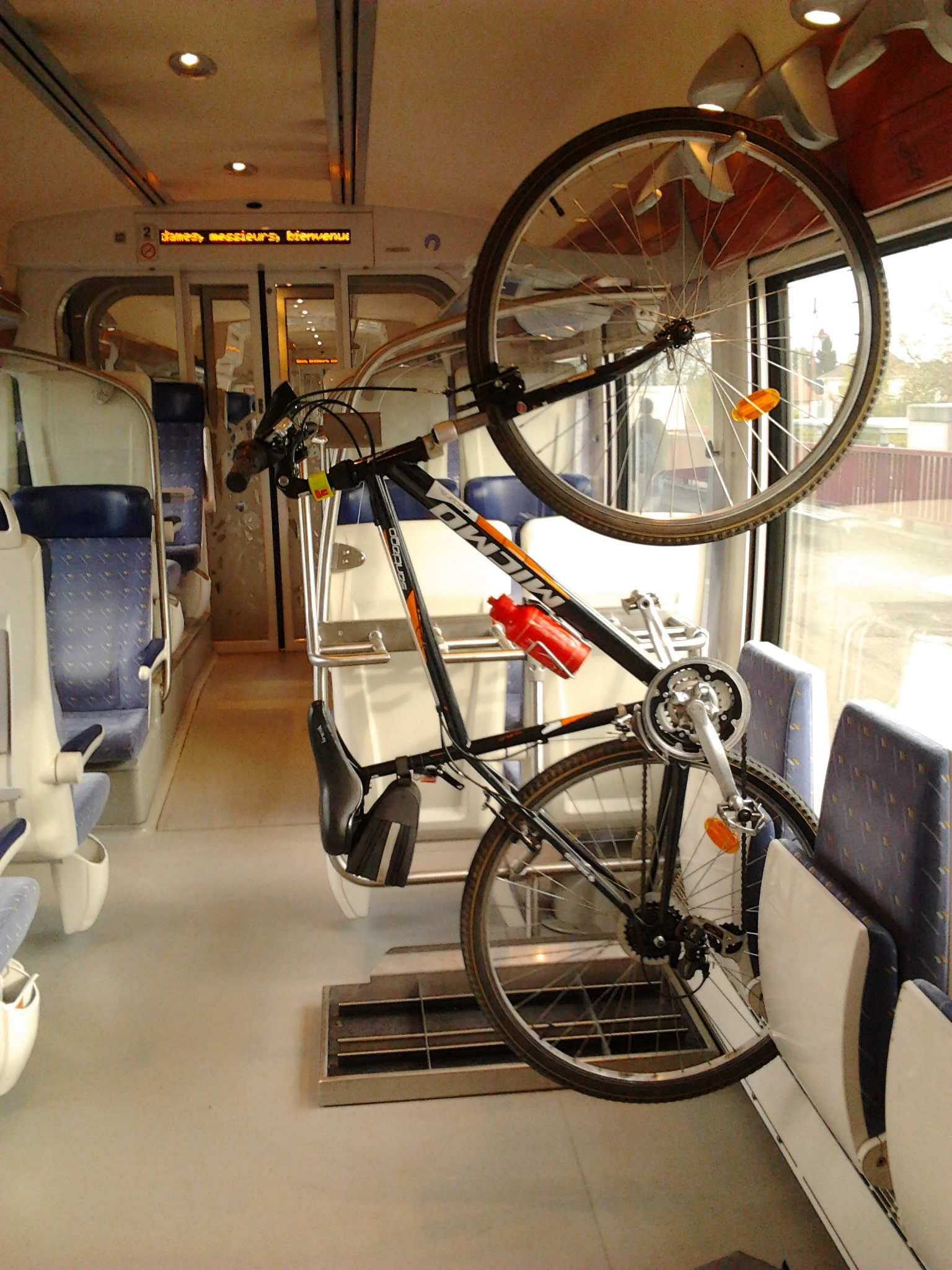
Vélo à bord d'un TER Alsace.

Les trains du TER Alsace autorisent les vélos à bord des trains. Toutefois, face à l'affluence des deux-roues, la SNCF décide d'interdire l’accès des vélos dans les TER 200 en heures de pointes à compter de décembre 2007 ; la mesure ne touche ainsi que 12 trains par jour. Des associations d'usagers dénoncent l'absence d'une voiture supplémentaire destinée à accueillir les vélos. La région décide d'accélérer l'implantation de parcs à vélos dans les gares TER et offre un financement aux usagers souhaitant acheter un second vélo. Fin 2007, la gare de Strasbourg dispose d'ores et déjà de plus de 2 000 emplacements pour vélo, avec un objectif de 3 000 d'ici 2015.
En parallèle, le conseil régional finance l'implantation de parkings de covoiturage aux abords des gares.

## Tarification
Les tarifs valables sur l'échelle nationale s'appliquent sur le TER Alsace également. En complément, la région propose des formules tarifaires spécifiques, pour partie en collaboration avec les entreprises de transport urbain, les transports routiers départementaux (tarifs dits multimodaux) et des autorités organisatrices voisines en Suisse et Allemagne (tarifs internationaux). Les tarifs régionaux se divisent en tarifs tout public et tarifs soumis à des conditions d'éligibilité. Certains tarifs régionaux sont applicables sur des relations nationales au-delà des limites de l'Alsace, mais ces relations ne sont pas les mêmes selon les différents tarifs.

### Tarifs tout public

#### Tarifs tout public sur l'échelle régionale

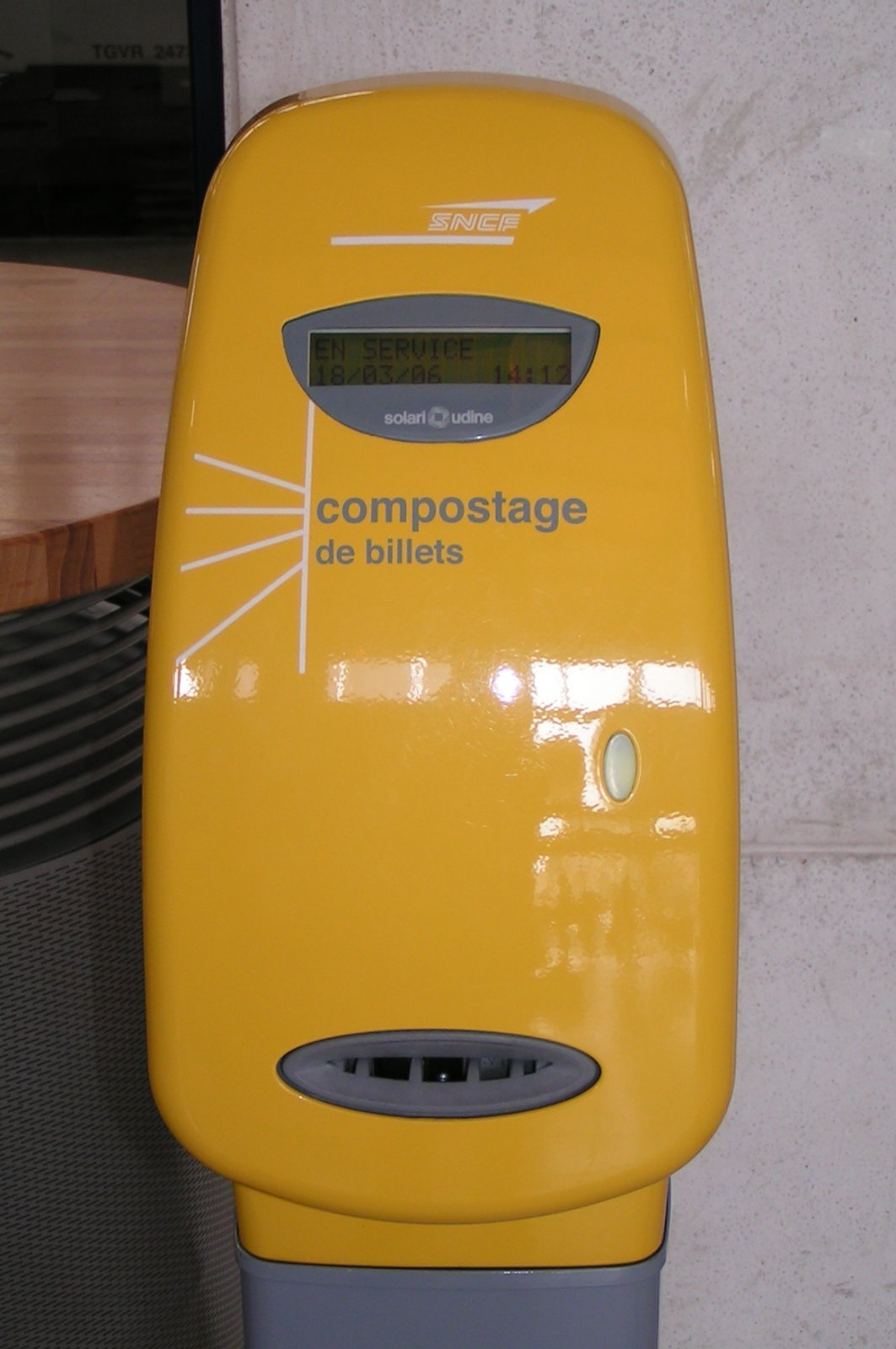
Composteur SNCF pour les titres nationaux et régionaux.

Des carnets de dix billets origine-destination sont vendus avec une réduction de 25 %. Ils sont valables indifféremment dans les deux sens et non nominatifs.
La carte « Réflexe Alsace » est une carte de réduction nominative valable pendant une année, donnant droit à 30 % de réduction en semaine et à 70 % le week-end. En semaine, la réduction s'applique au titulaire de la carte seul, mais le week-end jusqu’à trois personnes voyageant avec le titulaire de la carte carte bénéficient des mêmes réductions. La carte s’applique également sur certaines relations au-delà des limites administratives de l’Alsace, à savoir vers Belfort, Bâle, Saint-Dié-des-Vosges, Sarrebourg et Sarreguemines. Pour les personnes de moins de vingt-six ans, une version à prix réduit de cette carte est proposée, appelée « Tonus Alsace ». Elle donne droit à une réduction de 50 % sur le prix normal, quel que soit le jour de la semaine.
Le tarif « Alsa+ 24 heures » porte sur des forfaits de libre circulation de 24 heures, utilisables tous les jours de l’année. Ce tarif est multimodal : il s’applique sur tous les moyens de transport en commun (hors TGV et Intercités de nuit) dans une zone géographique choisie. Les zones suivantes sont proposées : Alsace entière, Bas-Rhin, Haut-Rhin, ainsi que les sept principales villes (Strasbourg, Mulhouse, Colmar, Sélestat, Haguenau, Saint-Louis, Obernai).
Le tarif « Alsa+ Groupe Journée » obéit aux mêmes principes qu'« Alsa+ 24 heures », mais n’est valable que les samedis, dimanches et jours fériés. Par contre, avec ce tarif, un groupe de deux à cinq personnes peut voyager pour un prix majoré d’un euro seulement par rapport à l’Alsa+ 24 heures, dans toute l’Alsace ou dans l’un des deux départements. Pour les zones urbaines, la majoration du prix est de 50 % par rapport à l’Alsa+ 24 heures.
Le tarif « Attitudes » a été conçu pour le tram-train Mulhouse Vallée de la Thur et la ligne SNCF Mulhouse – Thann – Kruth. Il se compose d’une gamme entière de titres de transport : aller simple, aller-retour, carnet de dix tickets, abonnement mensuel. Les communes concernées ont été réparties en quatre zones tarifaires, si bien que les titres de transport sont applicables pour tous les trajets correspondant aux zones achetées, au lieu d’être des titres origine – destination classiques.

#### Tarifs internationaux tout public

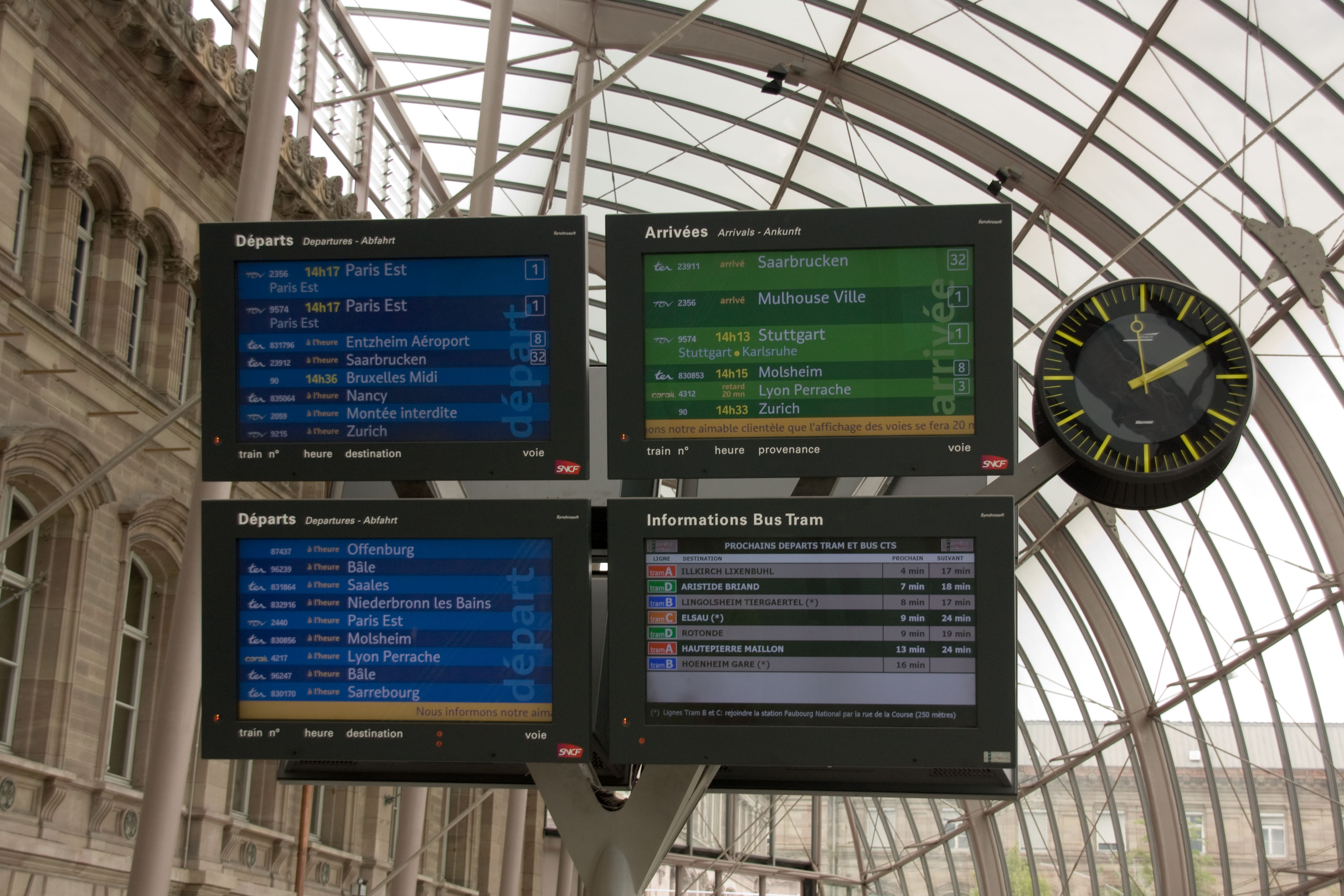
Affichages des trains, bus et tramways en gare de Strasbourg.

Cinq tarifs favorisent les déplacements transfrontaliers avec les transports en commun. Ils obéissent tous les cinq à des règles différentes et ne sont pas comparables. Certains ne sont applicables que le week-end. En outre, ils se déclinent en plusieurs formules, mais seulement deux de ces tarifs comprennent un abonnement.
Le tarif « Triregio » s’applique au sud du département du Haut-Rhin, à l'arrondissement allemand de Lörrach, aux cantons suisses de Bâle-Ville et Bâle-Campagne et à une partie des cantons suisses d'Argovie et de Soleure. Il comprend un forfait de libre circulation de 24 heures pour une personne et deux enfants de moins de 14 ans. En Alsace, le tarif ne s’applique qu’aux TER Mulhouse – Bâle et au réseau de bus Distribus, alors qu’il est applicable sur l’ensemble des trains régionaux, bus et cars dans les parties allemandes et suisses de « Triregio ». Il existe une formule pour une zone géographiquement plus réduite autour de Bâle, applicable à partir de la gare de Bartenheim en France et appelée « Triregio mini, ».
Le tarif « DuAL » s’applique entre la gare de Mulhouse, la gare de Bantzenheim et les arrondissements allemands de Brisgau-Haute-Forêt-Noire, Emmendingen et la ville-arrondissement de Fribourg-en-Brisgau. C'est une gamme tarifaire avec un forfait de libre circulation à la journée pour une personne appelé « DuAl 1 », un forfait identique pour les familles (deux personnes et deux enfants de moins de douze ans) appelé « DuAl 2 » et un abonnement mensuel nommé « DuAl M ». La zone de validité peut également comprendre la zone A1 de la Mulhouse Alsace Agglomération (M2A). Le ticket est alors appelé « DuAl (1, 2 ou M) combi ». Pour l'abonnement mensuel, il existe également une formule ayant un périmètre réduit entre la gare de Mulhouse (ou la zone A1 de la M2A), la gare de Bantzenheim et les communes allemandes d'Auggen, Badenweiler, Müllheim et Neuenburg, ayant le nom de « DuAl M mini (combi, s'il comprend également la zone A1 de la M2A) ».
Le tarif « Europass » s’applique à la Communauté urbaine de Strasbourg (CUS) et à l'arrondissement allemand de l'Ortenau. Il s’agit d’une petite gamme tarifaire avec un forfait de libre circulation de 24 heures pour une personne, un forfait semblable pour deux personnes et deux enfants de moins de douze ans, ainsi qu’un abonnement mensuel.
Le « Pass Alsace - Rhein-Neckar » est un forfait de libre circulation de 24 heures pour le département du Bas-Rhin et le syndicat des transports Rhin-Neckar (VRN) en Allemagne, qui couvre le Palatinat, la zone urbaine Mannheim / Ludwigshafen / Heidelberg, l’extrême-sud de la Hesse et le nord du Wurtemberg, avec la vallée du Neckar. Dans le périmètre du VRN, le tarif s’applique sur l’ensemble des transports en commun (bus, trams et cars), sauf sur les trains grandes lignes. Cependant, le tarif n’est valable que les samedis, dimanches et jours fériés en Alsace. L’on peut choisir entre un forfait pour une personne et un forfait pour un groupe de deux à cinq personnes. Le « Pass Alsace - Rhein-Neckar » n’est pas vendu en gare de Wissembourg et en Allemagne, où il est remplacé par un supplément aux forfaits et abonnements du VRN appelé « TICKETPLUS Alsace ».
Le tarif « Saar-Alsace » est un forfait de libre circulation d’un jour pour la ligne Strasbourg – Sarrebruck via Sarreguemines. Les personnes voyageant ensemble bénéficient de réductions supplémentaires, et une réduction s’applique également le week-end. Comme particularité, ce tarif est uniquement vendu à Strasbourg et Sarrebruck.

### Tarifs soumis à des conditions d’éligibilité

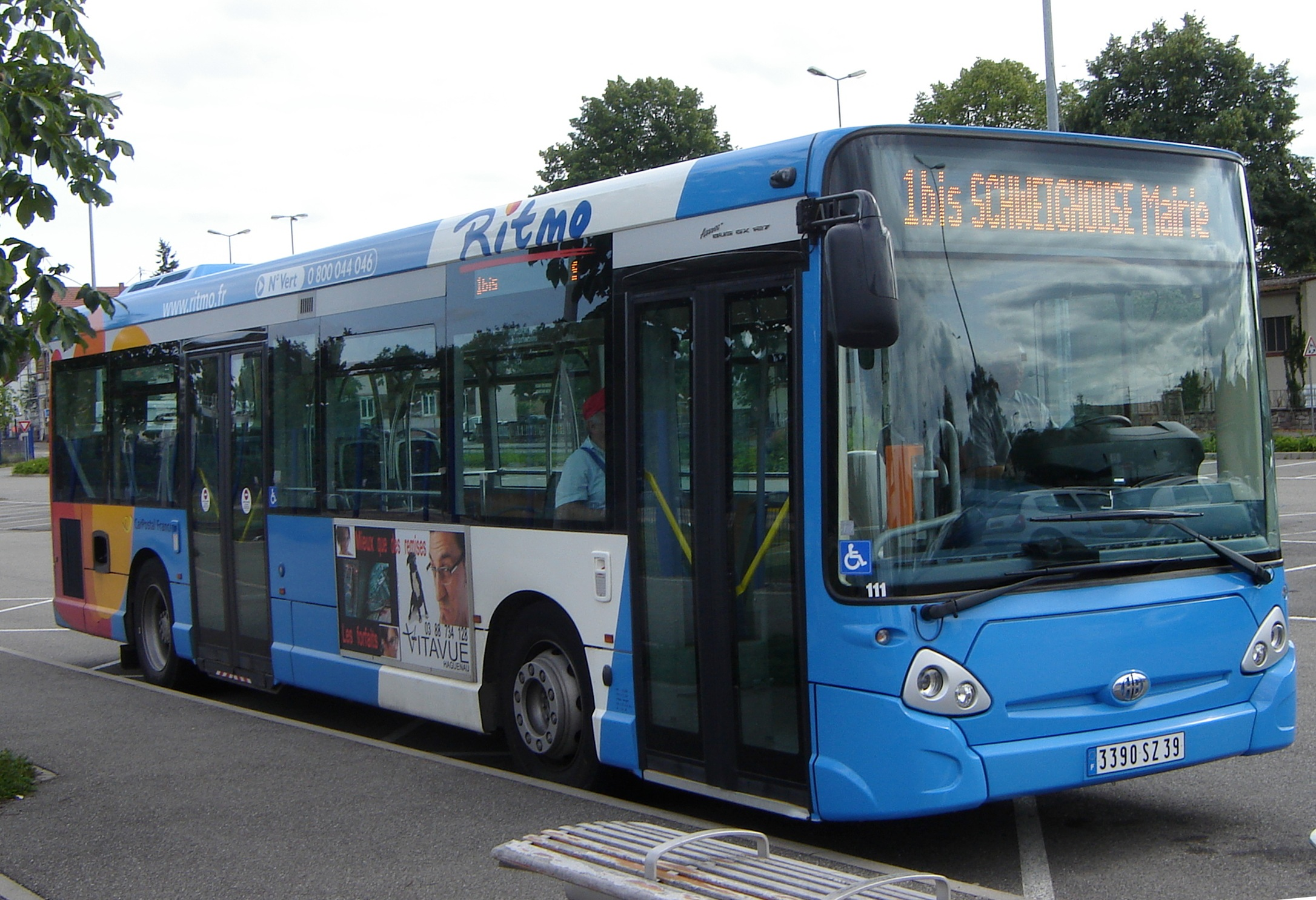
L'offre « Alsa+ JOB » permet de circuler aussi bien dans les TER alsaciens que sur les réseaux de transports urbains, comme ici à Haguenau.

Deux offres s’adressent aux salariés et ne sont délivrées que contre présentation d’une attestation patronale. Les salariés peuvent, au lieu d’acheter des abonnements hebdomadaires ou mensuels, opter pour l'« Abonnement Annuel Alsace A3 » au prix de onze abonnements mensuels. Cet abonnement est chargé sur la carte à puce ALSEO.
Les salariés devant prendre les transports en commun en combinaison avec le TER Alsace pour se rendre au lieu de travail peuvent acquérir des abonnements « Alsa+ JOB » plus avantageux que l’achat d’abonnements séparés pour les deux moyens de transport. L’offre est disponible pour les transports urbains de sept villes alsaciennes et de Bâle, mais il est seulement proposé sur un nombre limité de relations du réseau départemental du Bas-Rhin, et pas du tout sur le réseau départemental du Haut-Rhin.
Les élèves de moins de 21 ans, apprentis de moins de 23 ans et étudiants de moins de 26 ans ont droit à un tarif reprenant le même principe que « Alsa+ JOB », appelé « Alsa+ Campus ».
Deux offres s’adressent aux demandeurs d'emploi. Le « Pass Emploi » est un billet aller simple au prix forfaitaire, d’un montant symbolique, permettant aux demandeurs d’emploi de se rendre à un entretien d’embauche. Le « Pass Formation » est un abonnement hebdomadaire au prix de 80 % du plein tarif, permettant aux personnes bénéficiant de mesures d’insertion professionnelle de se rendre au lieu de formation.
Finalement, les personnes à faibles ressources résidant en Alsace ont droit à une réduction de 80 % sur le plein tarif, moyennant une attestation établie par la mairie du lieu de résidence. Cette offre est appelée « Pass Mobilité », et il s’applique également aux voyages à destination de Bâle, Belfort et Sarrebourg,,.

## Exploitation

### Matériel roulant

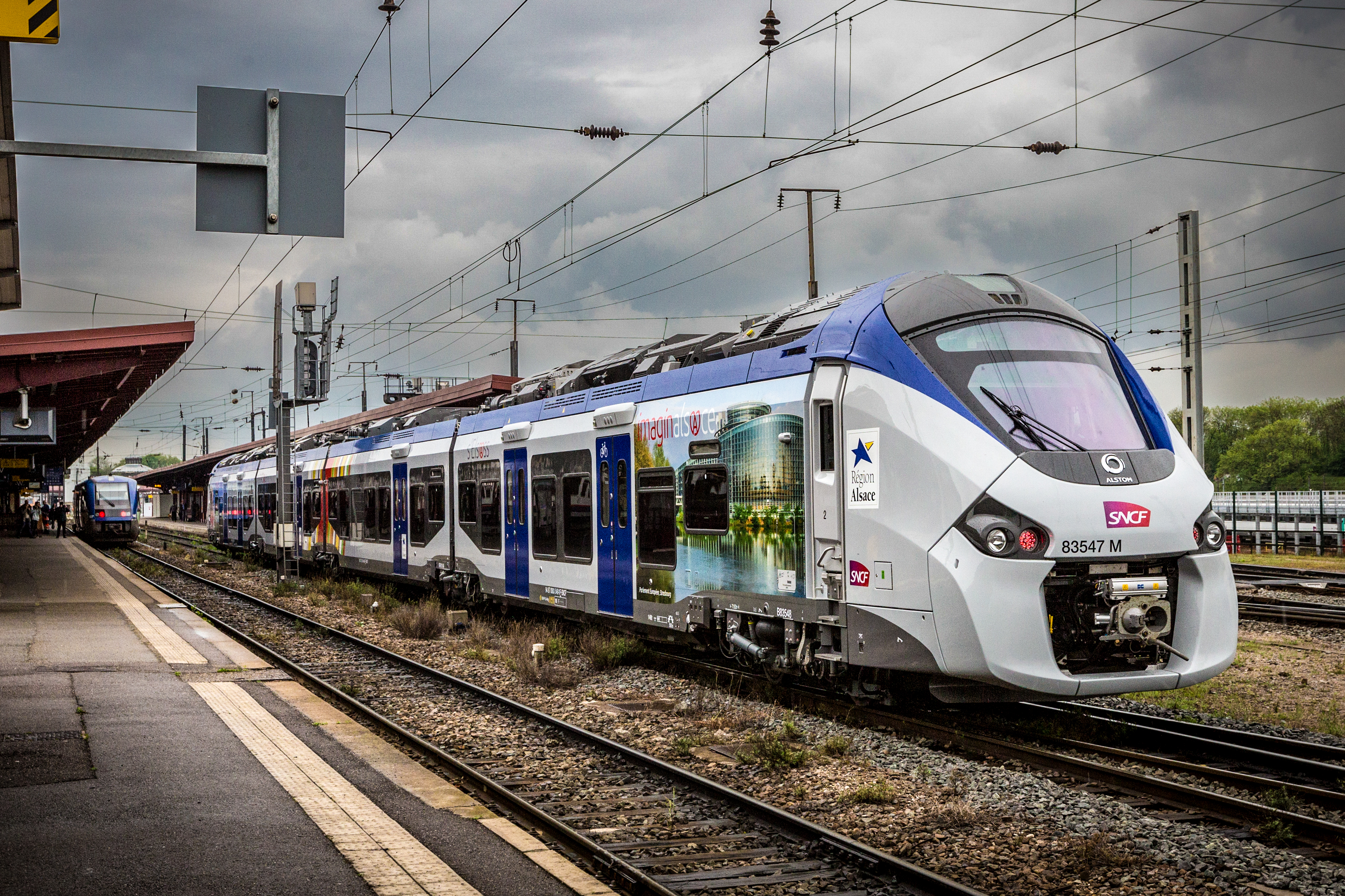
Régiolis B83547/548 M assurant le TER 830910 vers Sarreguemines, à Strasbourg le 28 avril 2014.

Le TER Alsace dispose de plusieurs types de matériel allant des automoteurs bimode, diesel et électrique ainsi que des rames tractées par des locomotives diesel ou électriques.
Le parc est composé de trois types d'automoteurs diesels X 73500, X 73900 et X 76500, d'automotrices Z 11500 et Z 27500, d'engins bimodes B 82500 ainsi que de rame réversibles régionales (RRR) de trois caisses tractées par des BB 67400 et des BB 25500. Pour le TER 200, treize voitures-pilotes Corail circulent afin de permettre aux rames de se retourner en gare sans manœuvre. Les rames TER 200 sont constituées par cent douze voitures VTU et 21 voitures VU.
En parallèle, certains X 73500 sont revendus à d'autres régions françaises par le Conseil Régional, ces rames étant sous-capacitaires pour la plupart du réseau alsacien,.
En outre, des Regio Shuttle de l'Ortenau-S-Bahn circulent en parallèle des X 73900 sur les navettes express Métro-Rhin.
En 2014 a lieu la mise en service commerciale de la première rame Régiolis sur la liaison Strasbourg - Sarreguemines. Un total de vingt-quatre exemplaires bimodes et bicourants sont commandés auprès d'Alstom dont dix-huit rames longues et six rames moyennes. La fin des livraisons est prévue pour 2017.

### Atelier de maintenance multiséries des TER Alsace
Construit à l’Est de la gare de Mulhouse-Ville sur un terrain appartenant à la SNCF, ce technicentre est destiné à assurer la maintenance des différents autorails TER circulant en Alsace. Il accueille les trains Régiolis, mais également les autorails grande capacité (AGC) et les automoteurs X 73500/X 73900. Il peut recevoir simultanément deux autorails TER de grande longueur (110 mètres pour le Régiolis de six caisses).
Son sol est situé à 1,5 m sous les voies et des passerelles permettent d’accéder aux toits des rames. Le bâtiment mesure 132 mètres de long, 23 mètres de large et 13 mètres de haut. Il fonctionne sept jours sur sept et 24 heures sur 24, avec 50 techniciens répartis en quatre équipes.
La construction de cet atelier représente un budget de près de 15 M€, financé intégralement par la région Alsace Il a été livré et mis en service en novembre 2014 et inauguré le 28 mai 2015.

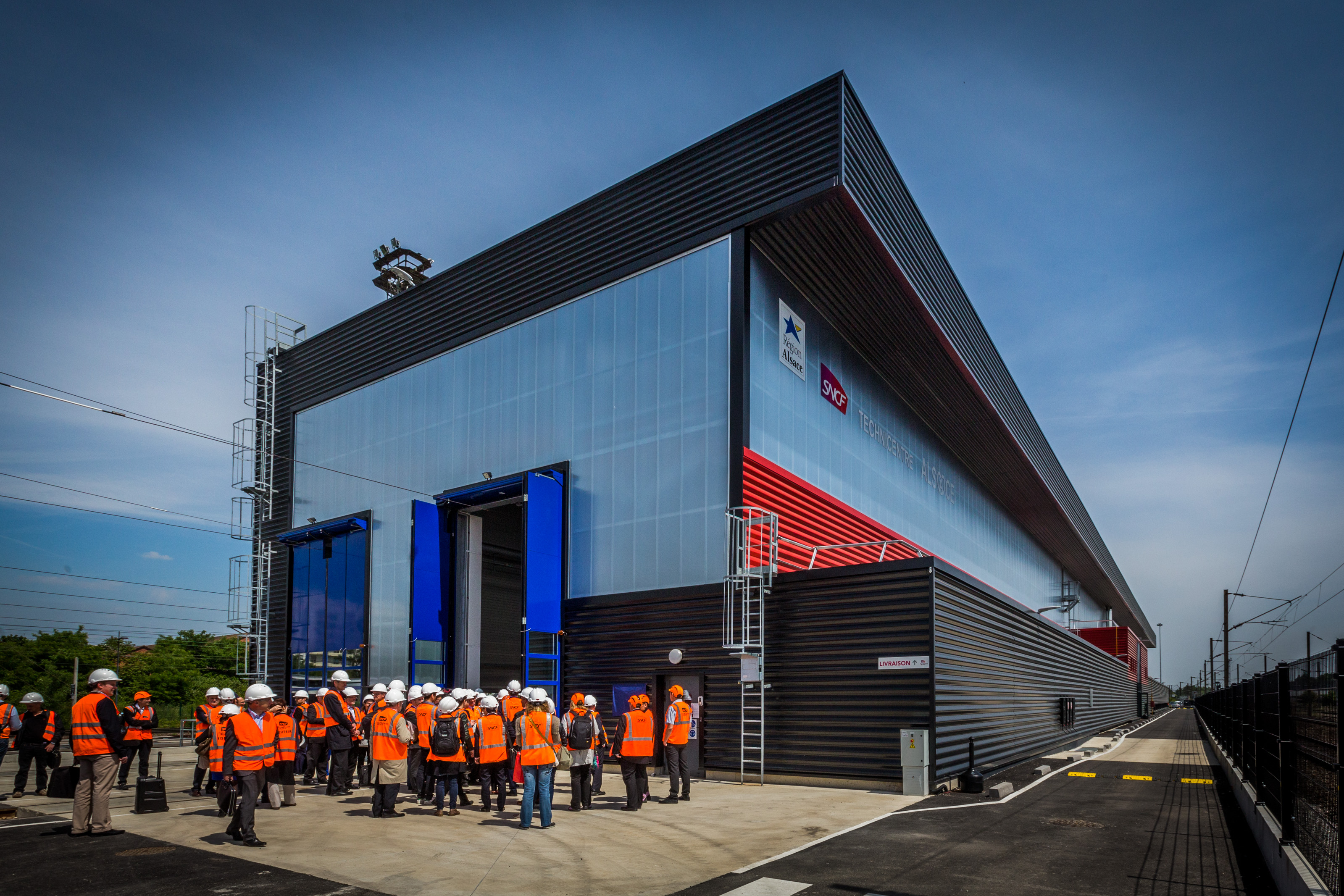
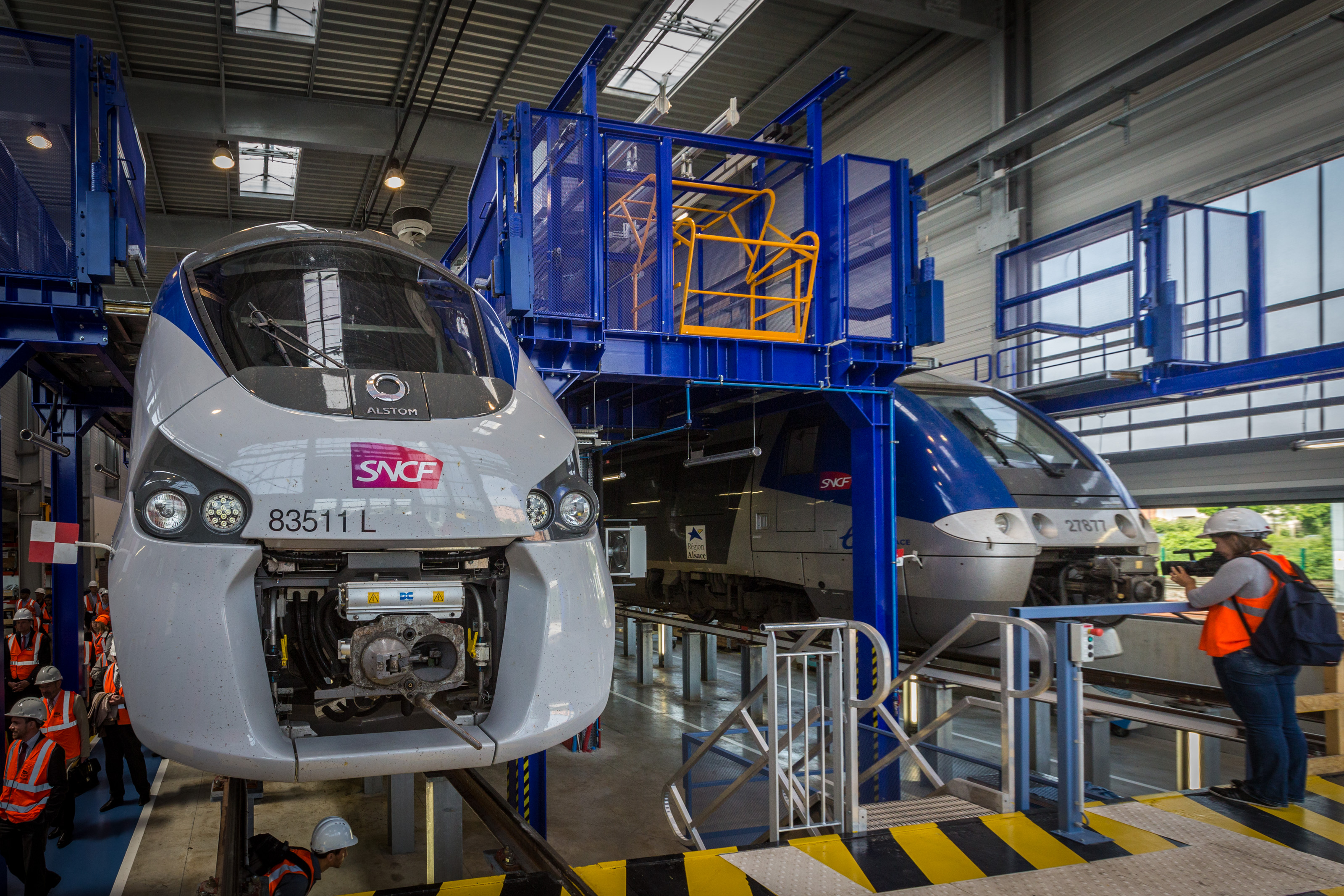
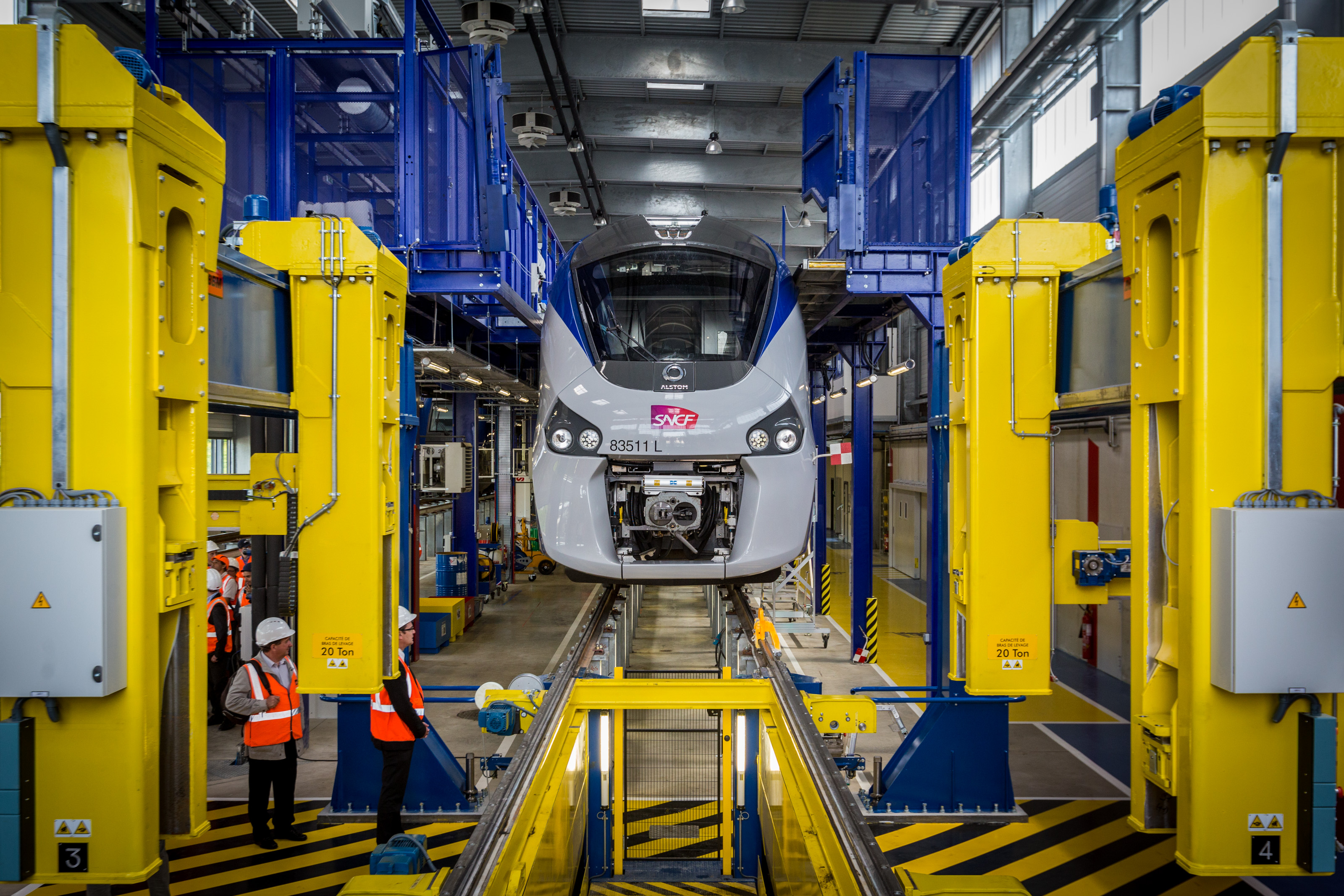
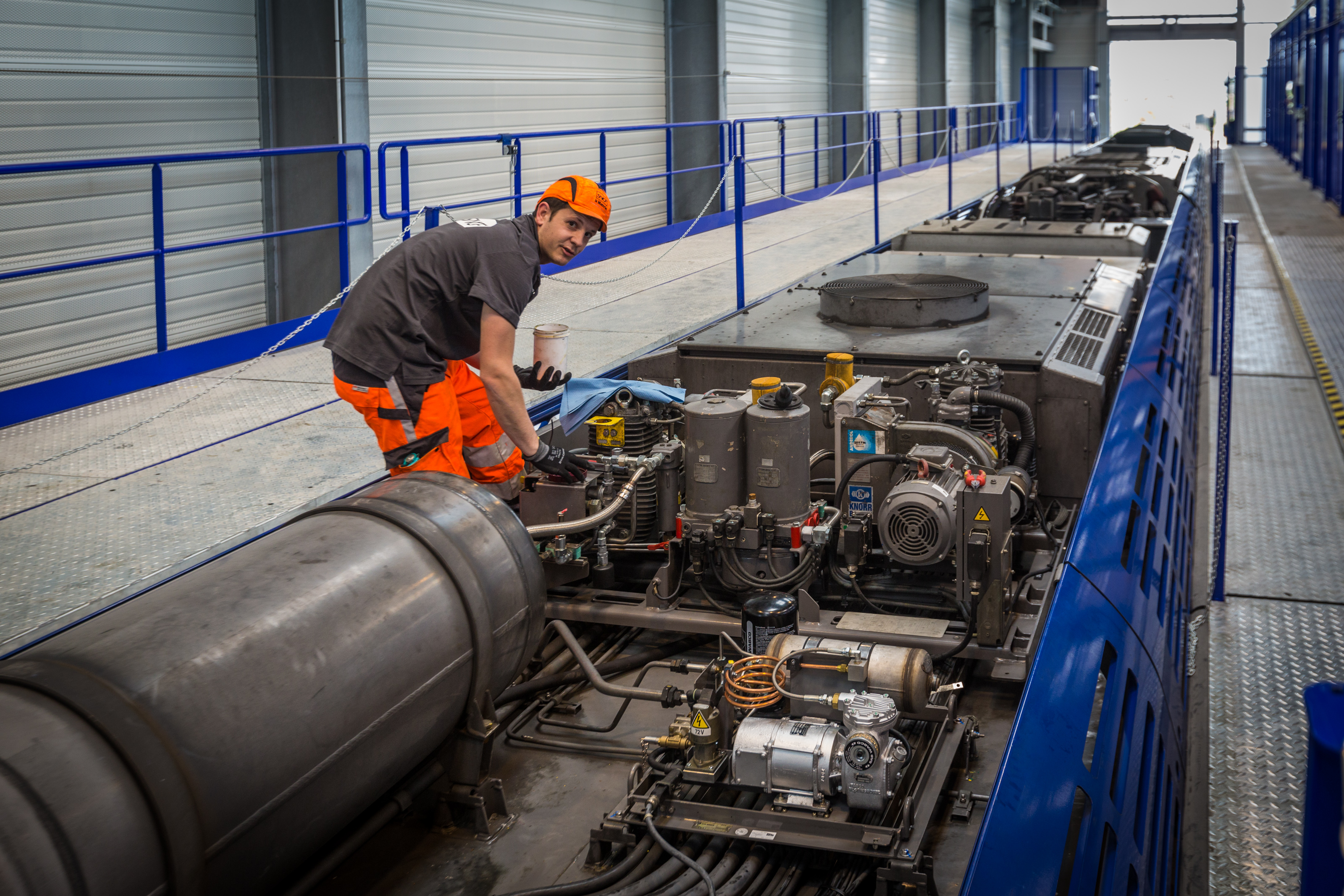

### Habillage

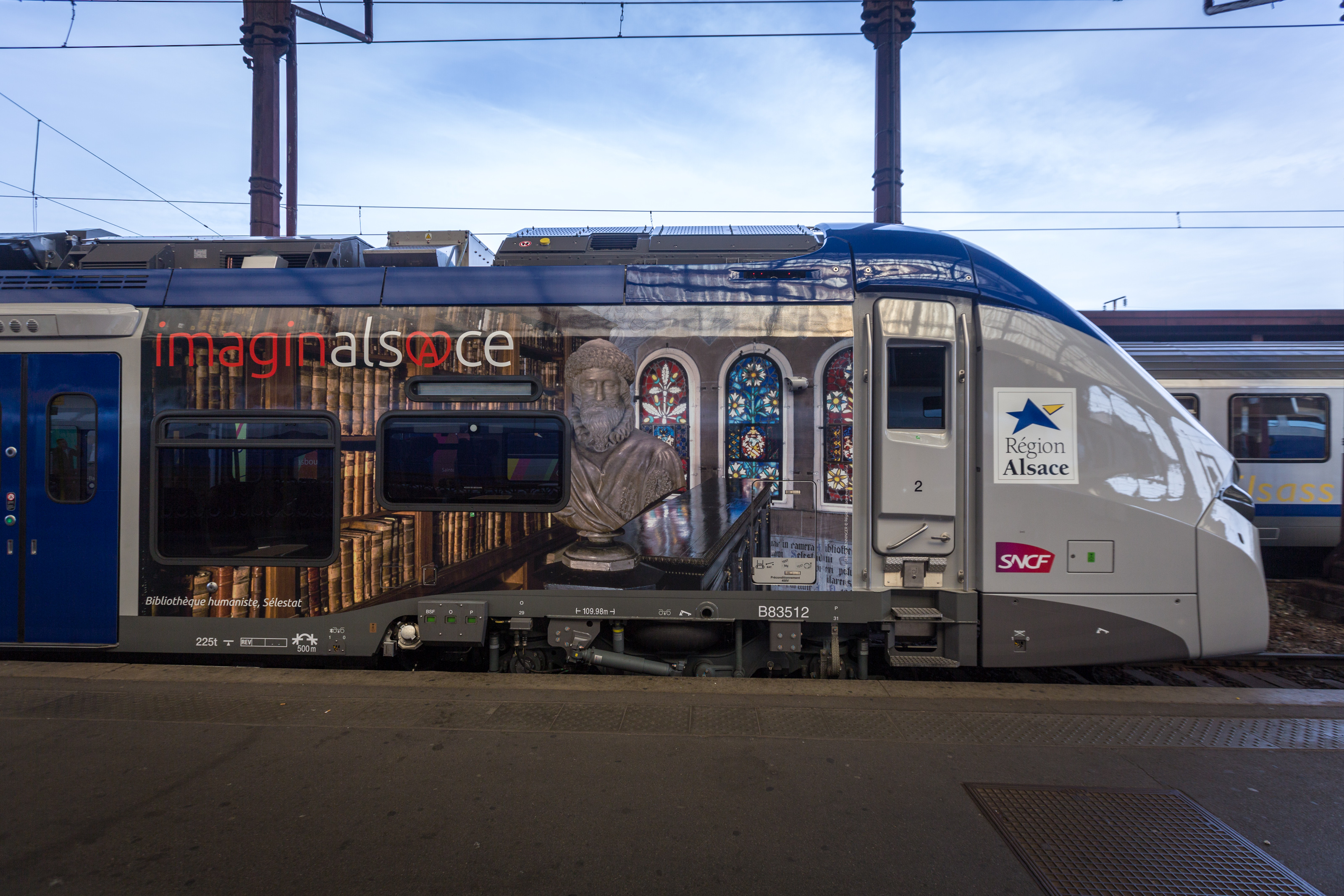
Régiolis 83511 en livrée TER Alsace, mai 2015.

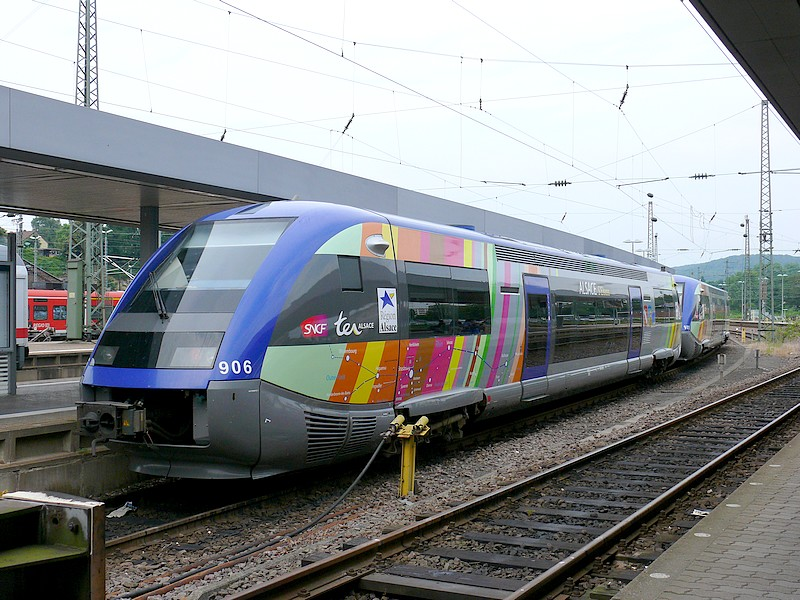
X 73900 en livrée TER Alsace.

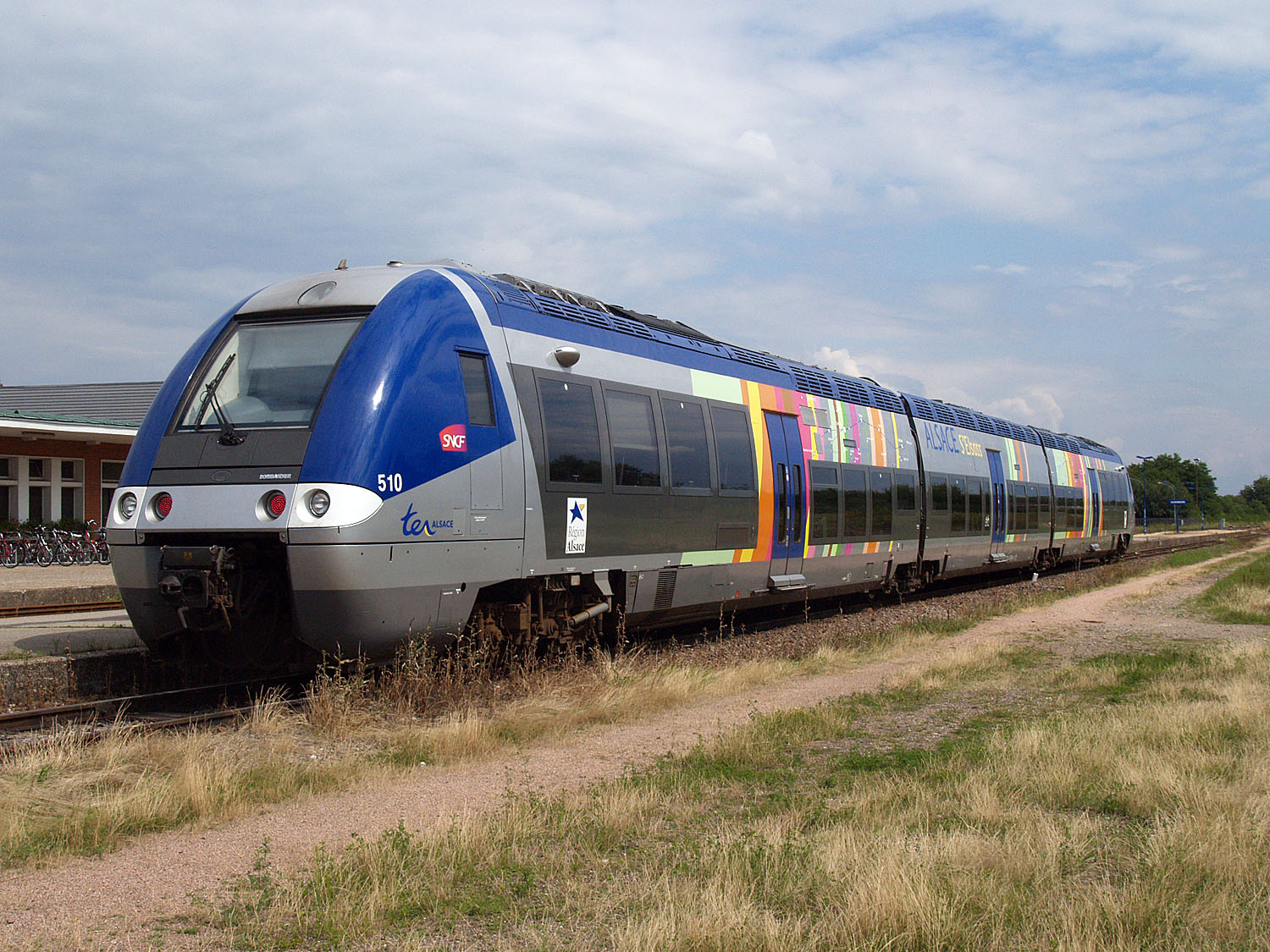
X 76500 en livrée TER Alsace.

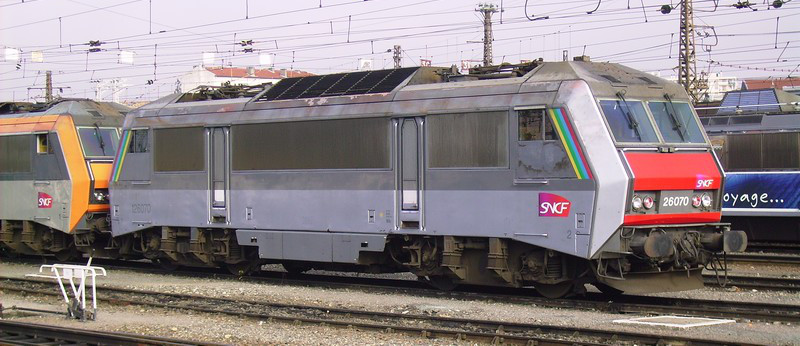
La BB 26070 en livrée Alsace 1993.

En 1993, la BB 26070 avait été repeinte en gris métallisé et gris sombre, avec un bandeau multicolore au niveau de la cabine de conduite. Elle était destinée au tournage d'un clip publicitaire en faveur du TER Alsace lancé à 200 km/h entre Strasbourg et Mulhouse. Elle a conservé cette livrée jusqu'en 2015, mais sera la seule à la porter ; une nouvelle livrée TER faisant en effet son apparition au niveau national avec la livraison de nouveaux engins tels que les X 73500.
En 2006, la Région Alsace décide de se doter d'une nouvelle identité visuelle pour le TER. Après appel d'offres, c'est une livrée représentant une carte des lignes du TER Alsace accompagnée du nom en dialecte de la région (s'Elsass) et de bandes colorées qui est sélectionnée.
Au début, apposée sur un seul AGC, la livrée sera ensuite peu à peu étendue. On notera que plusieurs matériels ne sont pas concernés par cet habillage. Notamment les autorails X 73500 dont la région n'est pas certaine de conserver l'intégralité du parc au regard de la capacité de ce type de train. En parallèle, les rames réversibles régionales (RRR) étaient prévues dans ce programme mais l'opération a été avorté en raison de la difficulté d'apposer la livrée sur la cannelure de ces rames.
Durant l'été 2013, la région présente un X 73500 avec une nouvelle livrée dite Imaginalsace, mettant en avant la nouvelle marque commerciale mise en place par la région.
Réceptionnées dès 2014, les rames Régiolis sont dotés d'un pelliculage différent mêlant la livrée adoptée en 2006 et celle présentée en 2013, appliquée sur un seul automoteur.
À partir de 2016, les BB 26000 du TER 200 qui passent en opération de maintenance à mi-vie reçoivent une nouvelle livrée à base de gris et de bleu pour former une rame homogène avec les voitures Corail.

## Projets à venir

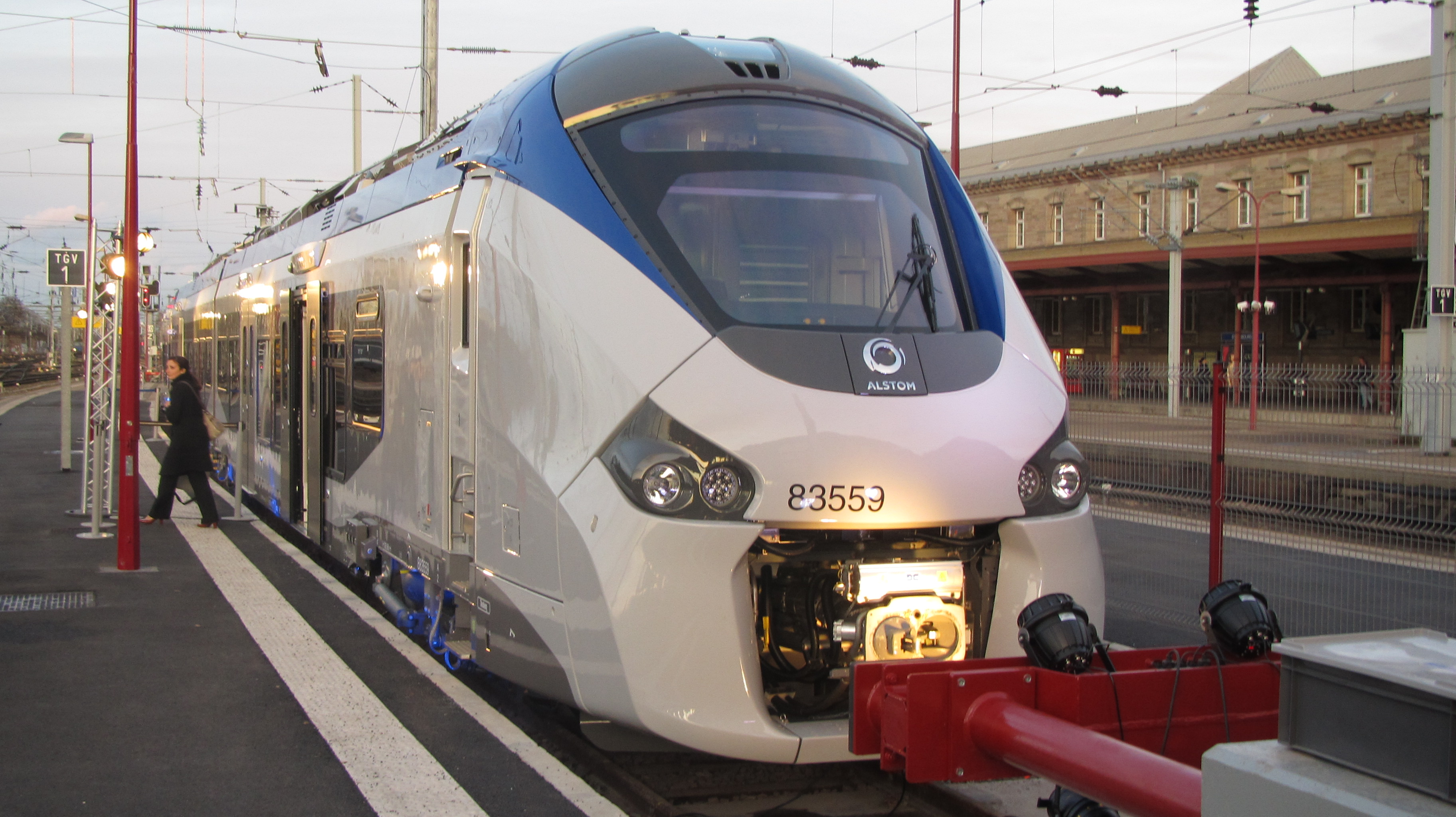
Présentation de la première rame Régiolis, à Strasbourg.

Projet de liaison à l'EuroAirport.

### Liaison ferroviaire versl’aéroport international de Bâle-Mulhouse
Un raccordement ferroviaire est prévu pour relier l'aéroport à la ligne Strasbourg - Bâle. La mise en service de cette nouvelle ligne d'environ sept kilomètres est prévue à l'horizon 2020-2025. Les études ont lieu jusqu'en 2013 sous la tutelle de Réseau ferré de France (aujourd'hui SNCF Réseau). La gare sera prévue pour pouvoir accueillir des TGV. La gare sera desservie par deux trains régionaux par heure et par sens en heure creuse et jusqu'à quatre trains par heure et par sens en heure pleine.
Le rapport dit « Duron » publié début 2018 estime que le projet n'est pas prioritaire. Par conséquent plusieurs élus alsaciens se mobilisent pour que l’État français finance malgré tout une partie du projet (50 à 70 millions d'euros sur les 250 millions nécessaires). La Suisse a en effet déjà prévu d’inscrire sa participation financière dans un programme d’aménagement de l’infrastructure ferroviaire qui sera examiné par l'Assemblée fédérale en 2019. L'Union européenne devrait également financer environ 20 % du projet soit 50 millions d'euros. Les travaux pourrait débuter en 2021 pour une mise en service prévue en 2027.

### Extension du Tram-train de la Vallée de la Thur
À l'origine, le tram-train mulhousien devait circuler jusqu'à Kruth, mais pour des raisons budgétaires, le projet a été phasé, d'où son terminus actuel à Thann. Toutefois, l'extension vers Kruth est prévue dans le contrat de projets État-Région 2007-2013, avec un budget alloué de 31,5 millions d'euros sans pour autant avoir de date de réalisation.
Néanmoins, le 7 juin 2016, les élus de la communauté de communes de la Vallée de Saint-Amarin demandent au président de la région Grand Est de ne pas poursuivre cette extension vers la gare de Kruth, et de ramener le terminus du tram-train à la gare de Thann afin d'éviter que les trams-trains ne franchissent le passage à niveau n°22 coupant la RD1066, considéré comme un point noir de la circulation dans la vallée.

### Seconde phase du Tram-train du Piémont des Vosges
Le second projet tram-train de la région est celui du piémont des Vosges entre Strasbourg, Molsheim et Barr. La première phase (cadencement au quart d'heure en heures de pointe) a été mise en service en décembre 2008, mais la seconde phase comprenant un matériel de type tram-train avec pénétration dans le réseau urbain du Tramway de Strasbourg demeure au stade d'études. Depuis 2013, le projet n'est plus à l'ordre du jour de par les coûts importants du tunnel permettant l'interconnexion entre le réseau urbain et ferroviaire puis définitivement abandonné en 2017.

### Réouverture de la ligne Bollwiller-Guebwiller
Le président de la région Alsace, Philippe Richert, annonce en 2012 que la région Alsace souhaite la réouverture de ce tronçon de sept kilomètres fermé depuis 40 ans. Il souhaite que ce projet soit inscrit au contrat État-Région 2014-2020, et prévoit un budget de 30 millions d'euros avec une réouverture avant 2020.

### Création d'une halte voyageurs au Port du Rhin
Dans le cadre de la réalisation de l’extension de la ligne D du tramway strasbourgeois à l'horizon 2016, la communauté urbaine de Strasbourg porte un projet de création d'une halte ferroviaire voyageurs au quartier du Port du Rhin, afin de créer un pôle multimodal à l'image de la gare de Krimmeri-Meinau mais la région, qui dispose des compétences sur le sujet, n’a pour l’instant pas lancé le projet.

### Autres projets
Des études ont été menées pour la réouverture au trafic voyageurs des lignes Colmar - Neuf-Brisach et Rosheim - Saint-Nabor mais les projets ne se sont pas concrétisés. La ligne de Niederbronn à Bitche pourrait également être rouverte après remise en état.